# British Columbia
British Columbia [ˌbɹɪtɪʃ kəˈlʌmbiə] (kurz auch BC genannt; französisch Colombie-Britannique, deutsch Britisch-Kolumbien) ist eine kanadische Provinz an der Küste des Pazifischen Ozeans. Der Name der Provinz leitet sich vom Fluss Columbia ab. Im Nordwesten grenzt British Columbia an den US-Bundesstaat Alaska, im Norden an die kanadischen Territorien Yukon und die Nordwest-Territorien, im Osten an die Provinz Alberta und im Süden an die US-Bundesstaaten Washington, Idaho und Montana. Hauptstadt ist Victoria.
Mit einer Fläche von 920.685 km² ist British Columbia nach Nunavut, Québec sowie den Nordwest-Territorien der viertgrößte Landesteil. Bei der Volkszählung 2021 wurden 5.000.879 Einwohner gezählt, was 13,52 % der Bevölkerung Kanadas und einer Bevölkerungsdichte von 5,4 Einwohnern pro km² entspricht. Der überwiegende Teil der Bevölkerung lebt im Südwesten der Provinz. Die bei weitem größte Stadt und zugleich das größte Wirtschaftszentrum ist Vancouver. Mit Ausnahme des Lower Mainlands und der Südostspitze der vorgelagerten Insel Vancouver Island ist die übrige, durch zahlreiche Gebirgsketten geprägte Provinz dünn besiedelt.
Die ersten Spuren menschlicher Besiedlung reichen knapp 13.000 Jahre zurück. Bei den First Nations unterscheidet man zahlreiche Gruppen, die den Küsten- und Binnen-Salish, Kwakwaka'wakw und Nuu-chah-nulth im Süden der Provinz und auf Vancouver Island zuzurechnen sind. Weiter im Norden leben die Haida auf Haida Gwaii, Tlingit, Tsimshian und Gitxsan an der Küste, Tagish, Südliche Tutchone und Tahltan im nördlichen Hinterland. Im Südosten kommen die Kutenai hinzu, die eine eigene Sprachgruppe bilden. Es werden von Regierungsseite rund 200 Stämme unterschieden, zu denen rund 130.000 Indianer gehören. Die große Mehrheit der Bevölkerung ist europäischer Abstammung, im Südwesten leben außerdem rund eine halbe Million Chinesen.
Die Kontakte mit Europäern Ende des 18. Jahrhunderts führten zu starken Bevölkerungsverlusten unter den Ureinwohnern, vor allem durch Pockenepidemien, zu intensivem Handel mit Pelzen und zu Auseinandersetzungen zwischen Russen, Amerikanern, Spaniern und Briten. Letztere gründeten die Provinzhauptstadt Victoria 1843 als Fort der Hudson’s Bay Company, der von 1821 bis 1871 im Westen vorherrschenden Handelsgesellschaft. 1871 schloss sich die Provinz dem vier Jahre zuvor gegründeten Kanada an. Goldfunde zogen zwischen 1858 und 1898 zahlreiche Einwanderer an. Die transkontinentale Eisenbahnverbindung, die Vancouvers Entwicklung zur Wirtschaftsmetropole anstieß, sorgte für die Anbindung über die Rocky Mountains ostwärts. Die Wirtschaftsstruktur der Provinz war zu Beginn stark auf die Ausbeutung der natürlichen Rohstoffe ausgerichtet, in den letzten Jahrzehnten ist jedoch eine Diversifizierung zu verzeichnen.

## Geographie

### Ausdehnung und Gliederung

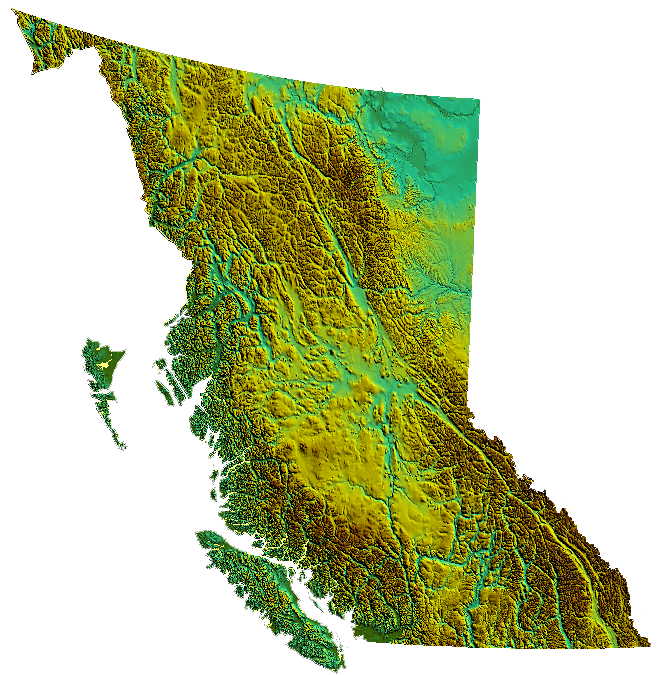
Relief der Provinz

Die Fläche der Provinz beträgt 944.735 km², die Länge der Küstenlinie rund 7000 km. Dies hängt mit der zerklüfteten Küste zusammen, die von zahlreichen Fjorden und vorgelagerten Inseln gekennzeichnet ist. Die mit Abstand größte Insel ist Vancouver Island, das durch die Königin-Charlotte-Straße, die Straße von Georgia und die Juan-de-Fuca-Straße vom Festland getrennt ist. Mit einer Länge von über 450 km, einer Breite von rund 100 km und einer Fläche von 32.134 km² ist sie die elftgrößte Insel Kanadas. Nördlich davon liegt der Haida Gwaii Archipel (ehemals Queen Charlotte Islands) mit einer Gesamtfläche von 10.180 km². Insgesamt weist die Provinz 11.890 Inseln auf.
Hauptstadt der Provinz ist Victoria an der südöstlichen Spitze von Vancouver Island. Bevölkerungsreichste Stadt ist Vancouver im Südwesten des festländischen Teiles der Provinz, dem Lower Mainland. Der 49. Breitengrad bildet seit 1846 die südliche Grenze zu den USA, der 60. Breitengrad die Grenze zu Yukon und den Nordwest-Territorien, die kontinentale Wasserscheide teilweise die Grenze zu Alberta. Obwohl südlich des 49. Breitengrads gelegen, gehört die Südspitze von Vancouver Island ebenfalls zu British Columbia, nicht jedoch die Halbinsel Point Roberts, die auf dem Landweg nur über kanadischen Boden erreicht werden kann.

### Geologie und Landschaft

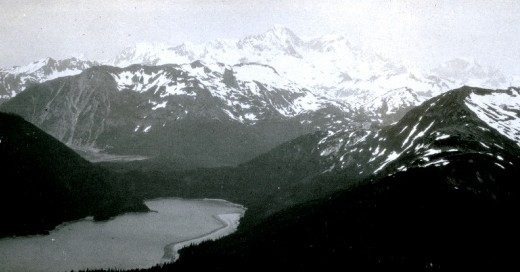
Mount Fairweather

Durch den größten Teil der Provinz ziehen sich verschiedene Gebirgszüge, die sich während der Kreidezeit auffalteten. Während der Würm-Kaltzeit war ganz British Columbia mit Ausnahme des Archipels Haida Gwaii und kleiner Gebiete auf Vancouver Island vergletschert. In der östlichen Hälfte der Provinz verlaufen vier parallele Gebirgsketten der Rocky Mountains. Es sind dies von Ost nach West die Continental Ranges, die Purcell Mountains, das Selkirkgebirge und die Monashee Mountains, die sich im Norden zu den Cariboo Mountains vereinigen. Westlich davon liegen das zentrale Hochland sowie die Coast Mountains an der Pazifikküste. Im äußersten Nordwesten befindet sich die Eliaskette mit dem Mount Fairweather, dem mit 4663 m höchsten Berg der Provinz.

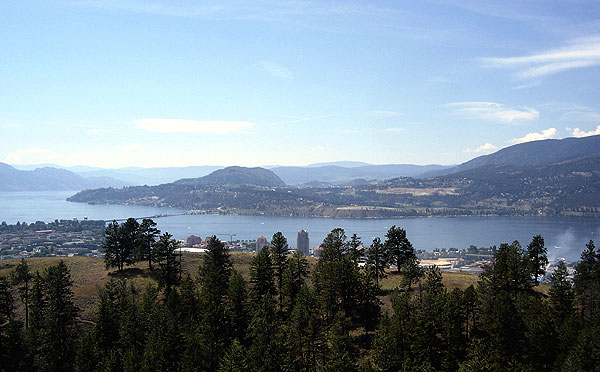
Lake Okanagan

Längster Fluss British Columbias ist der Fraser River. Er bildet eine bedeutende Verkehrsader und entwässert einen großen Teil des zentralen und südlichen Teiles der Provinz zum Pazifik hin. Weitere bedeutende Flüsse im Süden sind der Oberlauf des Columbia River und der Kootenay River. Im Norden fließen der Stikine River, der Nass River und der Skeena River in den Pazifik, während der Peace River in Richtung Arktischer Ozean fließt.
Lange, schmale Seen erstrecken sich in den Tälern des zentralen Hochlandes. Zu diesen gehören der Kootenay Lake, der Okanagan Lake, der Quesnel Lake und der Shuswap Lake. Mehrere hohe Dämme, insbesondere am Columbia River, schufen große Stauseen wie den Kinbasket Lake. Größter Süßwassersee der Provinz ist der künstlich gestaute Williston Lake am Peace River. Insgesamt liegen in British Columbia 241.576 Seen, die zusammen rund 22.500 km² bedecken; davon sind allerdings nur 16 größer als 100 km².
Vor der Küste der Provinz liegen rund 5250 kleinere und größere Inseln. Die größte und bekannteste Insel ist Vancouver Island. Weitere große Inseln sind Graham Island, Moresby Island, Princess Royal Island, Pitt Island und Banks Island.

### Klima

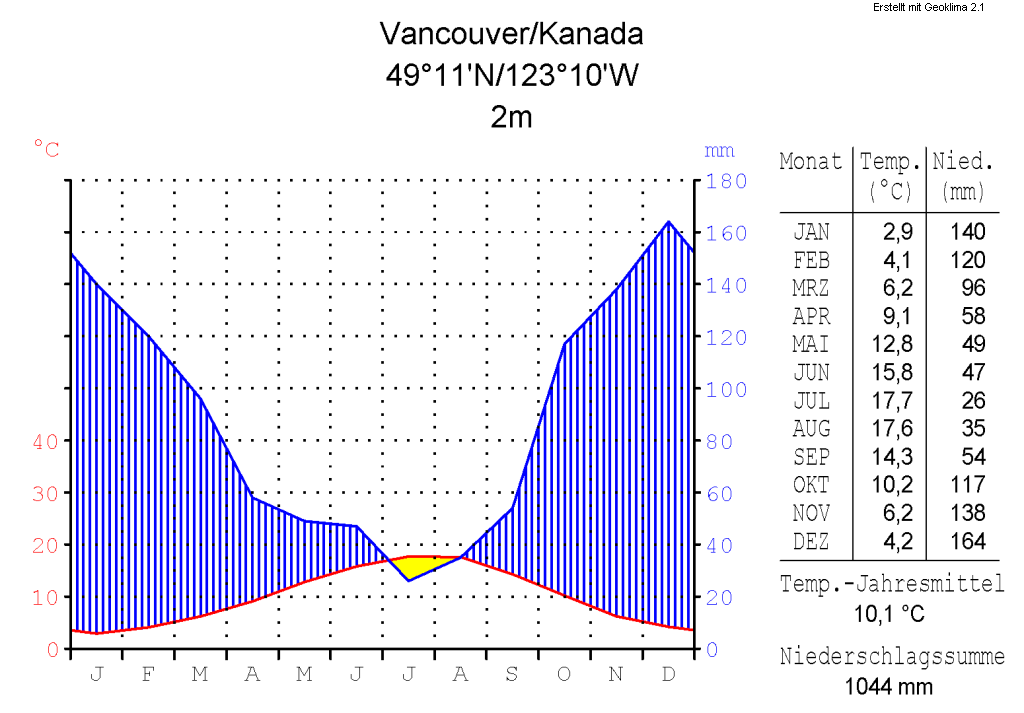
Temperatur und Niederschlag in Vancouver

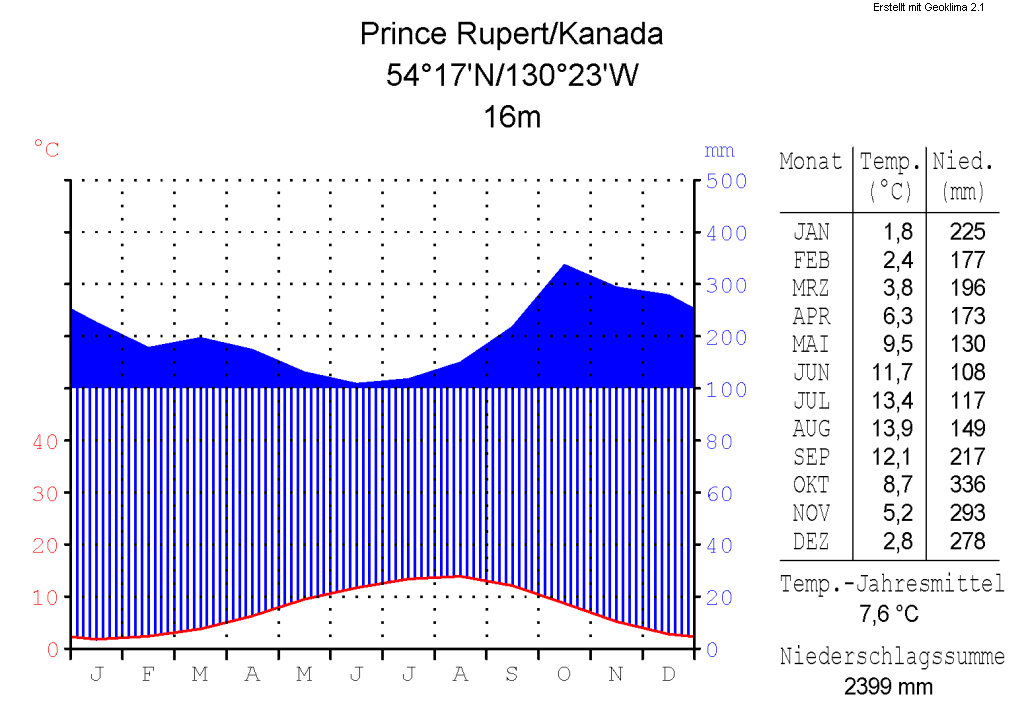
Prince Rupert

Der Norden des Festlandteiles der Provinz ist vom arktischen Klima beeinflusst und verzeichnet kalte, schneereiche Winter. Die größte in Kanada gemessene Schneemenge pro Tag fiel mit 145 cm am Tahtsa Lake am 11. Februar 1999. Durch den Einfluss der Kuroshio-Strömung im Pazifischen Ozean besitzen Gebiete im Süden und auf Vancouver Island hingegen ein warmgemäßigtes Klima. Die Westküste ist dabei sehr regenreich. 1967 fielen an den Ucluelet Brynnor Mines an einem einzigen Tag 489,2 mm Regen, und damit die höchste jemals in Kanada gemessene Regenmenge.
Das Binnenland, das im Windschatten hoher Gebirgszüge liegt, kann im Sommer sehr heiß und trocken werden. Im südlichen zentralen Hochland gibt es einige wüstenähnliche Gebiete; dort fällt wenig Niederschlag, und die Temperaturen steigen im Sommer auf über 40 °C. Die Region Okanagan Valley ist das bedeutendste Weinbaugebiet im Westen Kanadas; dort fallen nur 250 mm Regen pro Jahr.

### Flora und Fauna
Kaum mehr als vier Prozent der Fläche sind für landwirtschaftliche Nutzung geeignet. Diese Flächen konzentrieren sich im Süden und entlang der Flussläufe. Ansonsten dominieren Wälder.

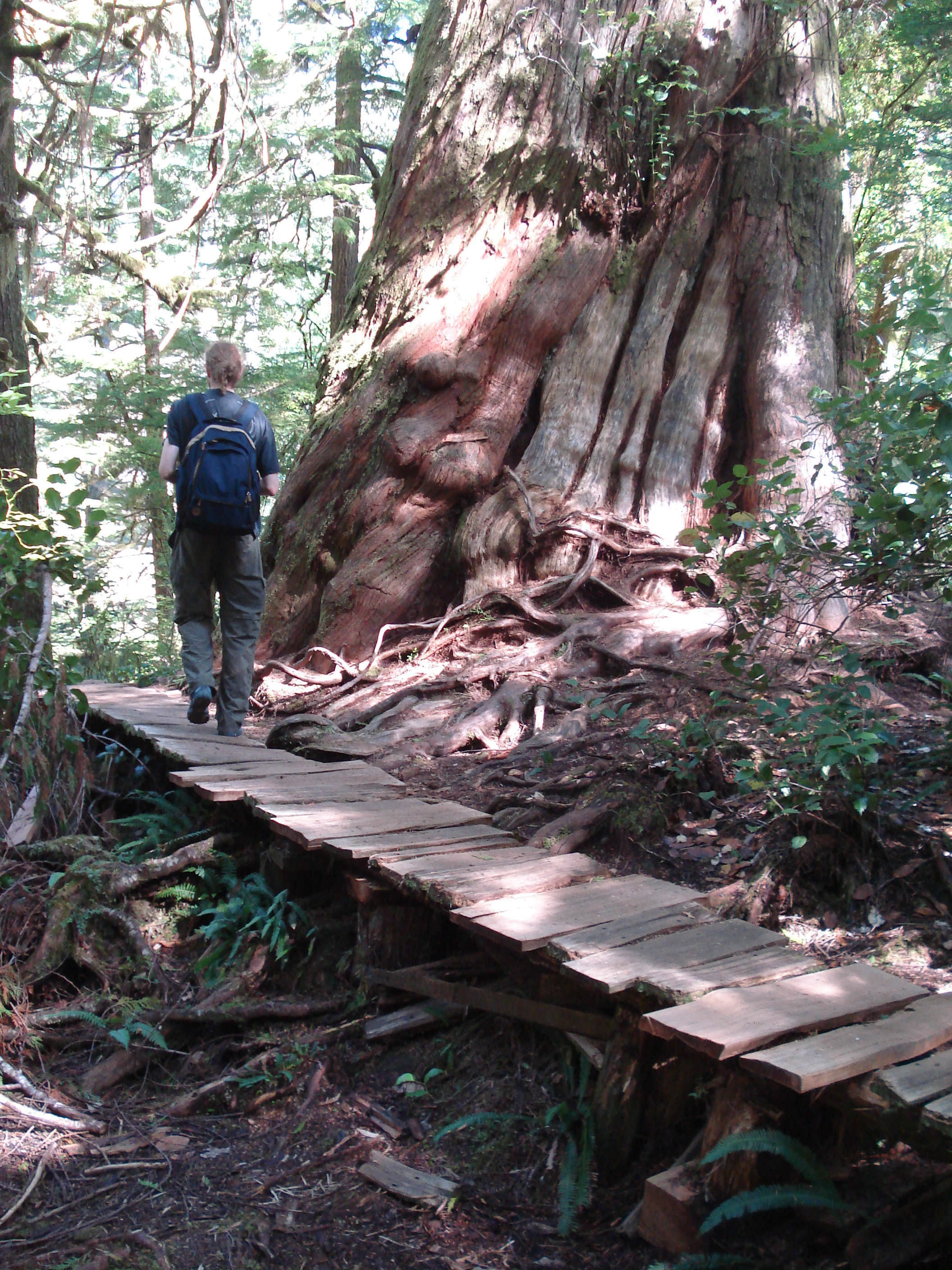
Gewaltiger Stamm eines Riesenlebensbaums auf Meares Island

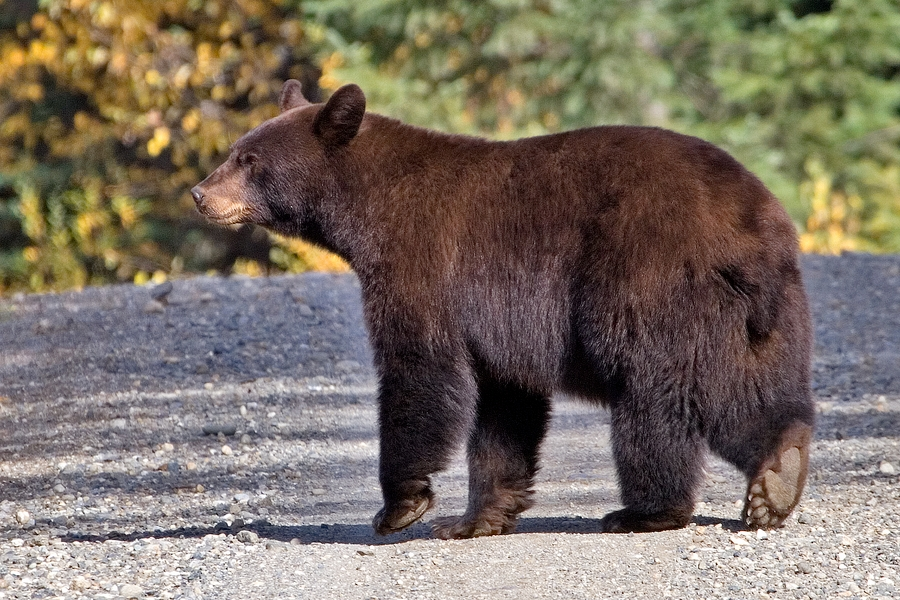
Schwarzbär am Quesnel Lake

Allerdings haben Rohstoffgewinnung und Holzeinschlag die Urwälder fast völlig beseitigt, sieht man von wenigen Refugien wie dem Pacific-Rim-Nationalpark oder Cathedral Grove sowie Beständen im Norden der Provinz ab. Große Teile der Westküste von Vancouver Island und die Küstenregion des Festlandes bis zum Alaska Panhandle sind mit gemäßigtem Regenwald bedeckt. Im nördlichen Hinterland dominieren die Pflanzengesellschaften von Baumarten wie Schwarz- und Weiß-Fichte, Ostamerikanische Lärche und auch Tannen, hinzu kommen Douglasien und Sitka-Fichte.
Im Norden, vor allem ostwärts der Küstengebirge, sowie in Teilen der Rocky Mountains im Osten lebt das Karibu, und zwar in der Unterart Woodland Caribou (Rangifer tarandus caribou); eine andere Unterart starb in den 1920er Jahren auf Haida Gwaii aus. Man schätzt die Zahl der Tiere auf nur noch 16.500. Sie kommen im Norden in großen Herden vor, wie der Carcross/Squanga-, Ibex- und Atlinherde, die im Grenzgebiet zu Yukon leben. Zwei weitere Typen, wie das Mountain Caribou und das Boreal Caribou kommen praktisch nur hier vor, allerdings in sehr geringen Zahlen (2500 bzw. 725). Wie in ganz Kanada gehen die Bestände aufgrund von Industrialisierung und winterlichen Freizeitaktivitäten, vor allem aufgrund der Störungen durch motorisierte Schlitten, zurück. Die Bedeutung der Jagd ist hierbei rückläufig. Dazu kommen Elche, die als Moose bezeichnet werden, Schneeziege und Dall-Schaf sowie Bison und Wapiti. Zu den Raubtieren gehören der Wolf, der Grizzlybär, der Puma, Cougar genannt, Kojote, Kanadischer Luchs, dazu der Schwarzbär sowie der Orca.
Zahlreich sind die Nagetiere vertreten, unter ihnen verschiedene als Squirrels bezeichnete Hörnchen, Ziesel, Mäuse, Biber. Letzterer war einer der zahlreichen Pelzlieferanten, zu denen vor allem aber Fichtenmarder, Hermelin, Mauswiesel, Nerz, Fischotter, aber auch Kanadischer Luchs und Rotfuchs zählen.
Über 300 Vogelarten sind in British Columbia heimisch, davon etwa 65 endemisch. Zu den für die First Nations kulturell bedeutsamsten zählen der Rabe, der Weißkopfseeadler und der Steinadler. An Falken ist der Wanderfalke zu nennen. Unter den Fasanenartigen finden sich Tannenhuhn und Felsengebirgshuhn, aber auch das Kragenhuhn.
Wichtigste Fische sind die Pazifischen Lachse, der Königslachs (Chinook), der Rot- (Sockeye), der Keta- (Chum) und der Silberlachs (Coho). Sie ziehen zum Laichen in riesigen Schwärmen die Flüsse aufwärts und bilden vielerorts die entscheidende Grundlage für die dortigen Ökosysteme.

### Städte, Orte, Bevölkerungsverteilung
British Columbia weist nur wenige Ballungsräume auf. Jeder zweite Bewohner der Provinz lebt im Großraum Metro Vancouver, der sich, neben Vancouver selbst, aus mehreren selbständigen Gemeinden zusammensetzt. Die größten Städte nach ihrer Einwohnerzahl waren nach den Zählungen von 2011 und 2021:
| Stadt      | 2011    | 2021    |
| ---------- | ------- | ------- |
| Vancouver  | 603.502 | 662.248 |
| Surrey     | 468.251 | 568.322 |
| Burnaby    | 223.218 | 249.125 |
| Richmond   | 190.473 | 209.937 |
| Abbotsford | 133.497 | 153.524 |
| Coquitlam  | 126.456 | 148.625 |
| Kelowna    | 117.312 | 144.576 |
| Saanich    | 109.752 | 117.735 |
| Langley    | 104.177 | 132.603 |
| Delta      | 099.863 | 108,455 |

| Stadt           | 2011    | 2021    |
| --------------- | ------- | ------- |
| Nanaimo         | 083.810 | 099.863 |
| Kamloops        | 085.678 | 097.902 |
| North Vancouver | 084.412 | 088.168 |
| Victoria        | 080.017 | 091.867 |
| Chilliwack      | 077.936 | 093.203 |
| Maple Ridge     | 076.052 | 090.990 |
| New Westminster | 065.976 | 078.916 |
| Prince George   | 071.974 | 076.708 |
| Port Coquitlam  | 056.342 | 061.498 |
| West Vancouver  | 042.694 | 044.122 |

Wie ungleichmäßig die Bevölkerung verteilt ist, zeigen die Ergebnisse der Volkszählung 2021 für die Census Agglomerations sowie die Karte von 2006:

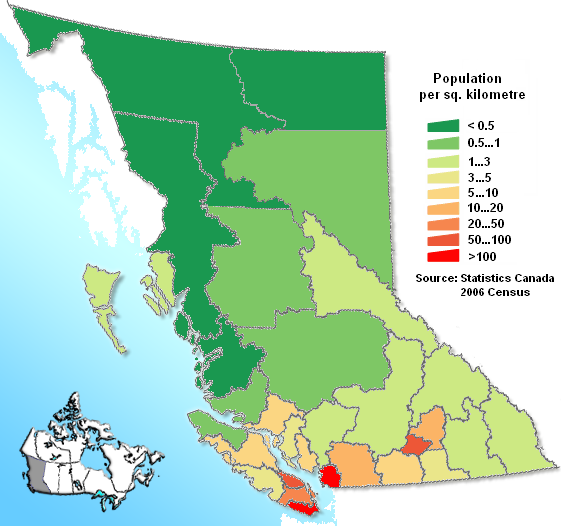
Bevölkerungsdichte

- Abbotsford 195.726
- Campbell River 40.704
- Chilliwack 113.767
- Courtenay 63.282
- Cranbrook 27.040
- Dawson Creek 17.878
- Duncan 47.582
- Fort St. John 28.729
- Kamloops 114.142
- Kelowna 222.162
- Ladysmith 15.501
- Nanaimo 115.459
- Nelson 19.119
- Parksville 31.054
- Penticton 47.380
- Port Alberni 25.786
- Powell River 17.825
- Prince George 89,490
- Prince Rupert 13.442
- Quesnel 23.113
- Salmon Arm 19.705
- Squamish 24.232
- Terrace 19.606
- Trail 14.268
- Vancouver 2.642.825
- Vernon 67.086
- Victoria 397.237
- Williams Lake 18.761

## Geschichte

### Frühgeschichte

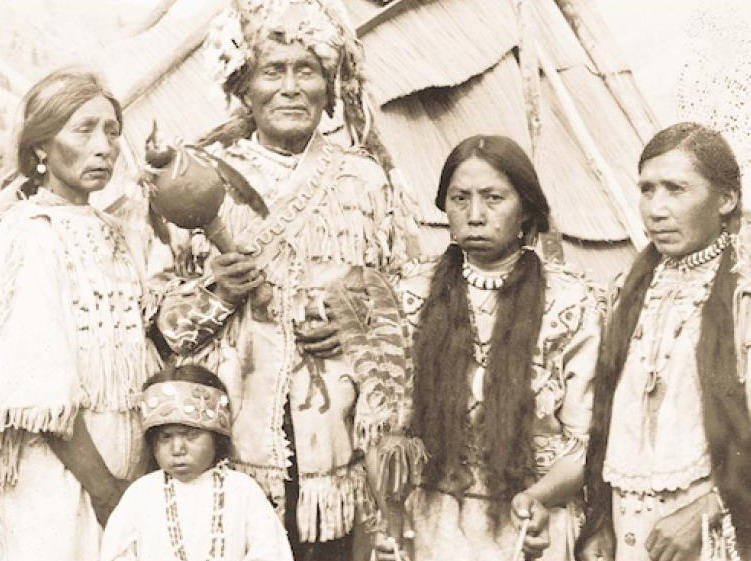
Angehörige der Nlaka’pamux, ca. 1914

Die ältesten Spuren menschlicher Anwesenheit wurden auf 12.500 Jahre geschätzt, bis auf Triquet Island ein 14.000 Jahre alter Besiedlungsplatz gefunden wurde. Sie weisen darauf hin, dass die Küste der Provinz für die Südwanderung indianischer Gruppen, zumal sie auch während der letzten Eiszeit partiell eisfrei blieb, von großer Bedeutung war.
Insbesondere an der Küste war die Versorgung für die langsam wachsenden Gemeinschaften durch den Reichtum an Meeressäugern, Fisch und Wild, aber auch an Materialien wie Holz und Holzfasern, an Beeren und Gras gesichert. Auf dieser Grundlage entwickelten sich schon früh komplexe, hierarchische Gesellschaftssysteme mit herausragenden kulturellen Werken – berühmt sind die Totempfähle und die Masken der Nordwestküstenkultur. Großdörfer, die im Winter dauerhaft bewohnt waren, und Plankenhäuser waren kennzeichnend, das wichtigste Haustier war der Hund, der als Wächter diente und dessen Haare zu Textilien verarbeitet wurden. Früh lassen sich spezifische Gruppen erkennen, auf die an der Küste die Tsimshian, Tlingit, Nuu-chah-nulth, Kwakwaka’wakw und Küsten-Salish zurückgehen. Waljagd prägte dabei ausschließlich die Kultur der Nuu-chah-nulth an der Westküste von Vancouver Island.
Der älteste Fund aus dem Nordwesten stammt aus einer Höhle im Tongass National Forest (entdeckt 1996) auf der Prince of Wales Island und wird auf ein Alter von 10.300 Jahren datiert. Aus der gleichen Periode stammen Funde am unteren Fraser River und auf Vancouver Island.
Im Hinterland erstreckte sich das Kulturareal des Plateaus, womit in British Columbia das Fraser-Plateau gemeint ist. Bevorratungshäuser ermöglichten ein erkennbares Bevölkerungswachstum ab etwa 2000 v. Chr., womit sich Großdörfer verbinden lassen, von denen manche mehr als ein Jahrtausend kontinuierlicher Nutzung aufweisen. Dominierend waren hier Binnen-Salish-Gruppen und Kootenay, doch kamen etwa um 500 v. Chr. Eyak-Athapaskisch-Sprecher, wie Chilcotin und Dakelh, hinzu. Das Leben im trockeneren Hinterland basierte nur partiell auf Fischfang. Hier kamen der Jagd und dem Sammeln größere Bedeutung zu.
Der Norden hingegen gehört dem sub-arktischen Kulturareal an, das aufgrund seiner dünnen Besiedlung erst sehr spät fassbar wird. Hier lebten Taku River Tlingit, Tagish, Dease River (Tahltan) und südliche Tutchone.

### Europäischer Handel
Zwar wird angenommen, dass bereits 1592 Juan de Fuca die Küste British Columbias erforscht hat, doch erst 1774 unternahm Juan José Pérez Hernández die erste umfangreich dokumentierte Reise, um nach möglichen russischen Siedlungen Ausschau zu halten und das Land für Spanien in Besitz zu nehmen. Ein Jahr später folgte die Expedition von Juan Francisco de la Bodega y Quadra. Ab 1775 fiel vielleicht ein Drittel der einheimischen Bevölkerung einer von den Spaniern eingeschleppten Pockenepidemie zum Opfer.

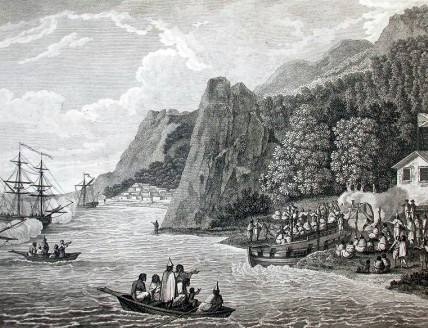
John Meares’ Expedition trifft 1788 am Nootka-Sund ein

1778 erreichte der Brite James Cook auf der Suche nach der Nordwestpassage die Küste und kam mit den Nuu-chah-nulth am Nootka Sound in Kontakt. In der Folge entwickelte sich ein reger, von Briten organisierter Pelzhandel mit China. Es kam zu Konflikten zwischen Großbritannien und Spanien um den Einfluss im pazifischen Nordwesten, der 1794 friedlich beigelegt werden konnte. George Vancouver war zu dieser Zeit mit der Vermessung des Gebietes beschäftigt.
1793 erreichte Alexander Mackenzie, ein Mitglied der North West Company, als erster Europäer die Küste von Osten her. Mackenzies Begleiter John Finlay gründete 1794 Fort St. John, die erste dauerhafte europäische Siedlung in British Columbia. Simon Fraser erkundete 1808 einen großen Teil des Landesinneren entlang des nach ihm benannten Stromes. 1811 erforschte David Thompson die gesamte Länge des Columbia River. Diese Reisen wurden nicht aus politischen Gründen unternommen, sondern dienten primär dazu, neue Handelsrouten zu finden.
Südlich der Grenze zu Russisch-Amerika (54°40′ N) waren neben der North West Company auch die Hudson’s Bay Company (HBC) und die American Fur Company im Pelzhandel tätig. Großbritannien und die USA schlossen 1818 den Londoner Vertrag ab, der vorläufig die gemeinsame Nutzung des damals von den Amerikanern als Oregon Country und von den Briten als Columbia Distric bezeichneten Gebiets regelte. Nach der Fusion von HBC und North West Company im Jahr 1821 wurde das Gebiet des heutigen British Columbia in drei Handelsdistrikte aufgeteilt. Der nördliche und zentrale Teil des Landesinneren bildete New Caledonia (Verwaltungssitz Fort St. James). Das Landesinnere südlich der Wasserscheide des Thompson River und nördlich des Columbia River gehörte zum Columbia District mit dem Verwaltungssitz Fort Vancouver. Der äußerste Nordosten, bekannt als Peace River Block, war Teil des von Fort Chipewyan in Alberta aus verwalteten Athabasca District.

### Britische Besitznahme

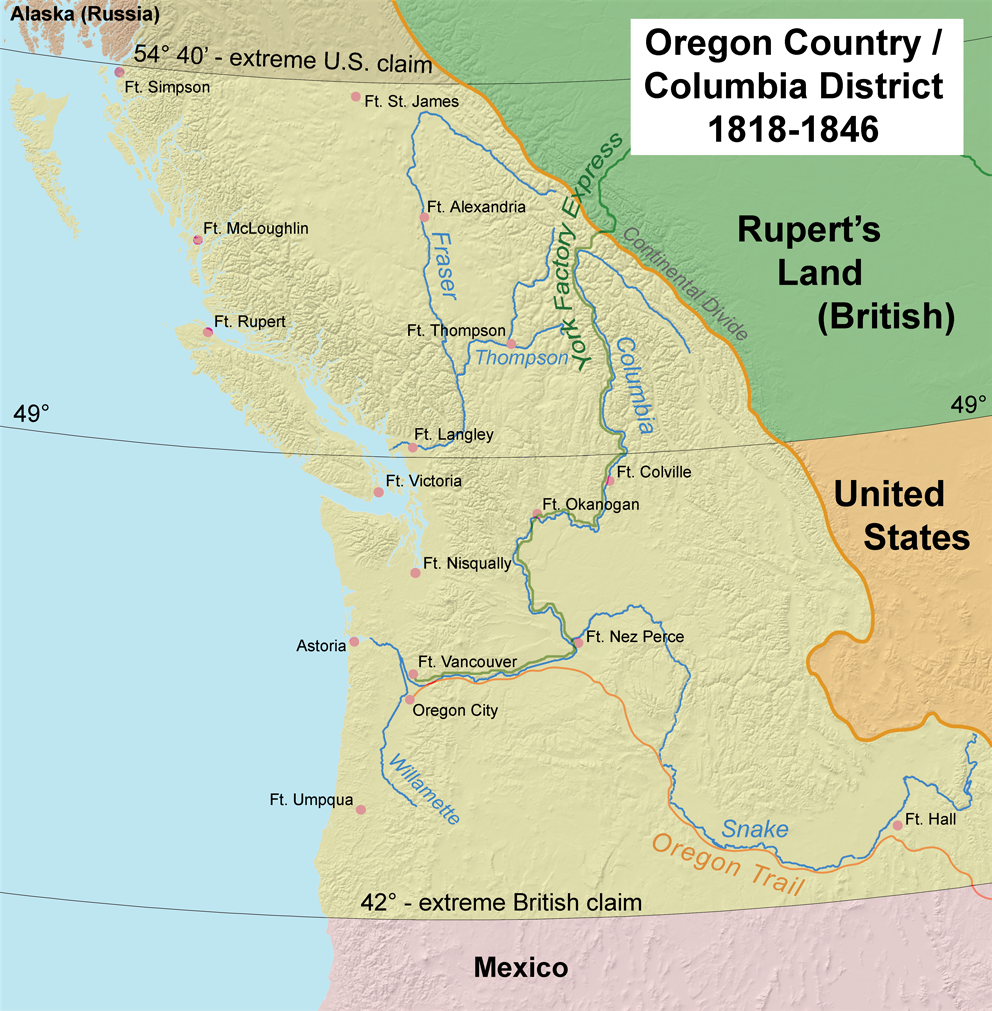
Karte des Oregon Country mit britischen und amerikanischen Gebietsansprüchen

Bis 1849 waren diese Handelsdistrikte Territorien in Britisch-Nordamerika, die de facto der Rechtsprechung der HBC-Administratoren unterstanden. Im Gegensatz zu Ruperts Land im Norden und Osten waren die Distrikte kein Pachtgebiet der Gesellschaft. Die HBC besaß hier lediglich ein Handelsmonopol mit den Ureinwohnern und war vorderhand nicht an einer Kolonisation interessiert. Dies änderte sich jedoch in den 1840er Jahren, als die Vereinigten Staaten ihre Einflusssphäre immer weiter nach Westen ausdehnten. Dies führte zu überlappenden Gebietsansprüchen, insbesondere am Unterlauf des Columbia (in den heutigen Bundesstaaten Washington und Oregon).
Um die britischen Ansprüche zu sichern, wurde 1843 das Fort Camosun auf Vancouver Island errichtet, aus dem sich später die Stadt Victoria entwickelte. 1846 legten Großbritannien und die USA mit dem Oregon-Kompromiss den 49. Breitengrad als gemeinsame Grenze fest, die weiter südwärts ragende Vancouver-Insel und die Gulf Islands gelangten dabei vollständig in britischen Besitz. 1849 erfolgte die Gründung der Kronkolonie Vancouver Island, mit Victoria als Hauptstadt. New Caledonia, wie der gesamte Festlandsteil der späteren Provinz nun genannt wurde, blieb ein Territorium unter der informellen Verwaltung der HBC.

### Goldfunde und massenhafte Zuwanderung

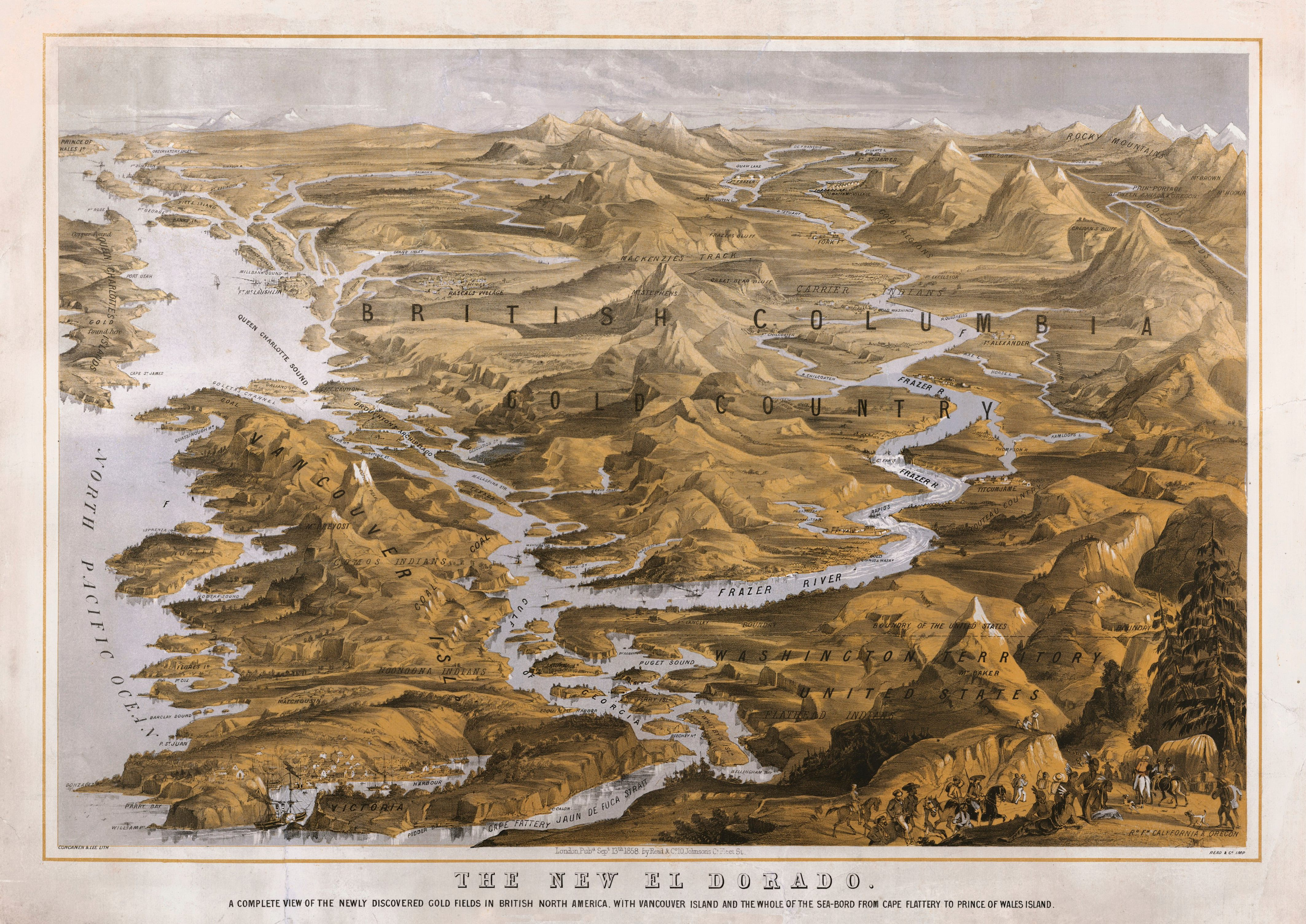
Werbeplakat für das „neue Eldorado“, 1858

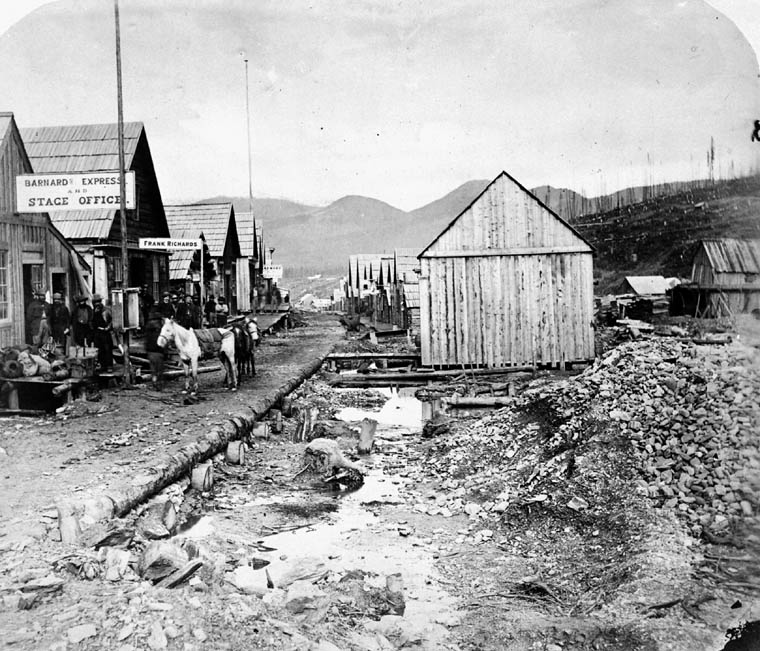
Goldgräberort Barkerville (1865)

Als Gouverneur James Douglas 1858 eine Ladung Erz nach San Francisco zur Untersuchung verschifft hatte, stellte sich heraus, dass dieses nördlich von Yale am Thompson River geförderte Erz Gold enthielt. Diese Entdeckung löste den Fraser-Canyon-Goldrausch aus, und Victoria wandelte sich in kurzer Zeit zu einer großen Zeltstadt. Tausende (meist amerikanische) Prospektoren, Spekulanten, Agenten und Händler zogen hierher. Das Fort Langley der HBC diente vielen Goldsuchern als Ausgangspunkt, obwohl Gouverneur Douglas nur den Zugang über Victoria erlaubt hatte. Zwischen Goldsuchern und Nlaka'pamux kam es zu Spannungen und schließlich zum Fraser-Canyon-Krieg.
Zu Beginn des Goldrauschs stand der Festlandteil noch nicht unter formeller Verwaltung des britischen Staates. Angesichts der Präsenz Tausender Amerikaner fürchtete Douglas um den Verlust des britischen Einflusses. Ein von ihm angefordertes Kanonenboot erzwang am Fraser River Lizenzgebühren für Boote und Schiffe, die auf den Fluss wollten. Das britische Kolonialministerium erklärte schließlich am 2. August 1858 den Festlandteil zur Kronkolonie British Columbia, mit New Westminster als Hauptstadt. Douglas wurde zum Gouverneur beider Kolonien ernannt.
Kaum war der Fraser-Canyon-Goldrausch vorbei, wurde weiter im Landesinneren erneut Gold entdeckt. Während des Cariboo-Goldrauschs strömten 1861/62 Zehntausende von Menschen in die Gegend um Barkerville und Lillooet. Sie waren es, die den Indianern unbekannte Krankheiten einschleppten, gegen die es fast keine Resistenz gab. 1862 starb rund die Hälfte der Indianer im Westen und Nordwesten an einer verheerenden Pockenepidemie.
Um den Zugang für Europäer zu erleichtern und um das Cariboo-Gebiet besser kontrollieren zu können, ließ die Regierung der Kolonie die Cariboo Road (auch Cariboo Wagon Road oder Great North Road genannt) errichten. Mit den Einnahmen aus Lizenzgebühren finanzierte sie die Bereitstellung einer Grundinfrastruktur in den schnell wachsenden Goldstädten. Allerdings erwirtschaftete die Regierung ein großes Defizit. Die beiden Kolonien wurden daher aus Spargründen am 6. August 1866 zu den Vereinigten Kolonien von Vancouver Island und British Columbia fusioniert, mit Victoria als Hauptstadt.

### Anschluss an Kanada

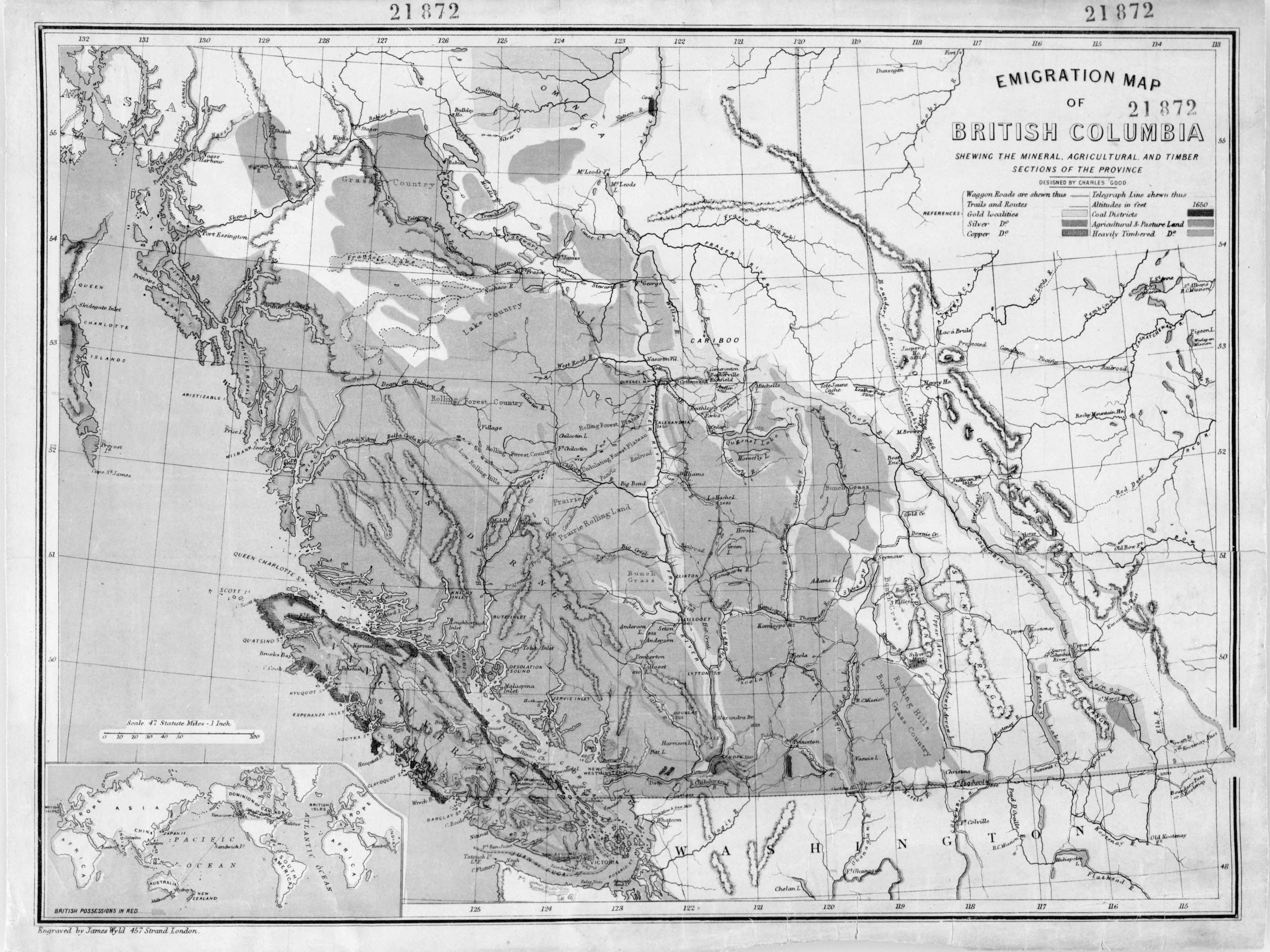
Karte British Columbias von 1873, die die natürlichen Ressourcen der Provinz verzeichnet

Der Rückgang der Wirtschaftskraft nach dem Ende der Goldräusche sowie der Wunsch nach Selbstverwaltung und einer eigenverantwortlichen Regierung führten zur Bildung einer politischen Bewegung, die den Beitritt der Kolonie zur Kanadischen Konföderation forderte, die 1867 aus der Vereinigung dreier britischer Kolonien im Osten des Kontinents entstanden war. Insbesondere die Confederation League, angeführt von den drei späteren Premierministern Amor De Cosmos, John Robson und Robert Beaven, vertrat dieses Anliegen. Ausschlaggebend war jedoch die Unterstützung durch John Sebastian Helmcken. Ihre Hauptargumente waren die Furcht vor einer möglichen Annexion durch die USA und das große Defizit aufgrund des starken Bevölkerungswachstums – immerhin schätzte man 1871 die Bevölkerungszahl auf 60.000.
Am 20. Juli 1871 trat British Columbia schließlich als sechste Provinz der Konföderation bei. Der kanadische Bundesstaat verpflichtete sich im Gegenzug zur Übernahme der Schulden und versprach den Bau der Canadian Pacific Railway innerhalb von zehn Jahren. Die Einlösung dieses Versprechens verzögerte sich jedoch. Erst am 7. November 1885 wurde mit dem Setzen des symbolischen „Letzten Nagels“ in Craigellachie die transkontinentale Eisenbahnstrecke fertiggestellt.

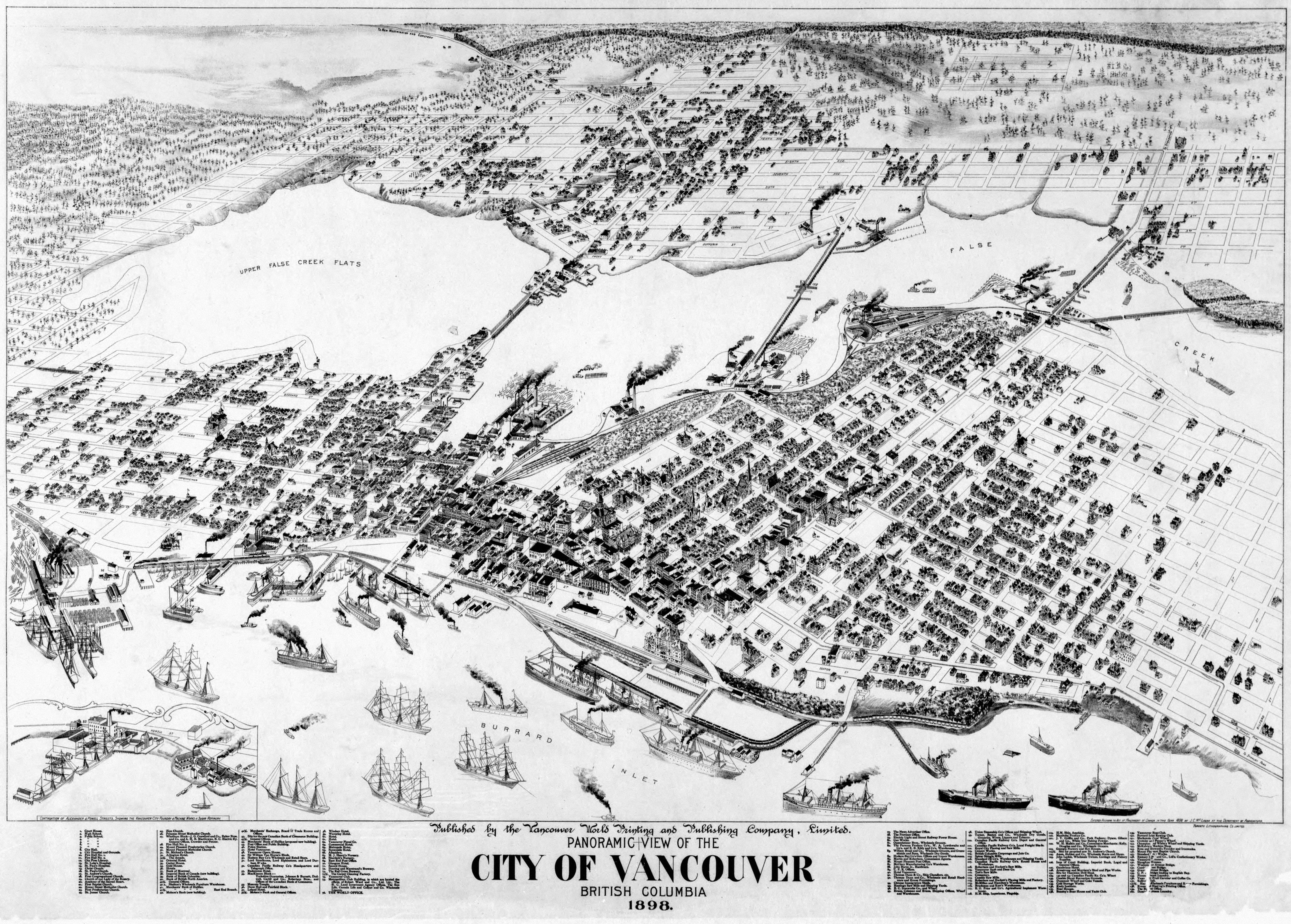
Ansicht von Vancouver im Jahr 1898

Begünstigt durch die leichtere Erreichbarkeit entstanden vor allem im Südosten British Columbias zahlreiche Kohle- und Eisenerzminen sowie Eisenwerke. In deren Nähe wurden mehrere neue Städte gegründet. Neben dem Bergbau begannen auch Forstwirtschaft, Landwirtschaft und Fischerei eine bedeutende Rolle zu spielen, und die Aussicht auf Arbeitsmöglichkeiten zog viele Einwanderer an. Der Wirtschaftsboom förderte die Entwicklung der alten Pelzhandelsposten (wie z. B. Victoria, Nanaimo, Prince George, Kamloops und Fort St. John) zu großen Städten. Zur größten Stadt der Kolonie entwickelte sich jedoch Vancouver. Seinen raschen Aufstieg verdankte Vancouver vor allem der Tatsache, dass die Canadian Pacific Railway 1887 ihren westlichen Endpunkt hierhin verlegte und dass hier ausgedehnte Hafenanlagen gebaut werden konnten, von denen aus die Bodenschätze der Provinz exportiert werden konnten.

### Industrialisierung, Einwanderung, politische Parteien

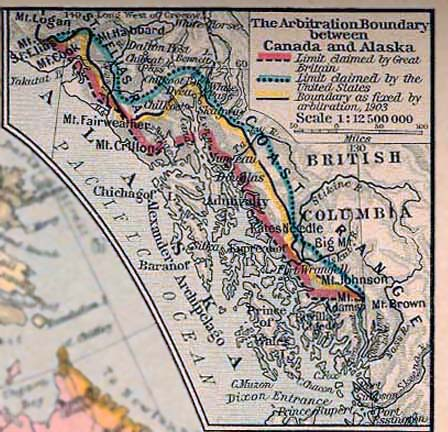
Gebietsansprüche im Alaska Panhandle
Rot: Von Großbritannien beanspruchte westliche Grenze
Blau: Von den USA beanspruchte Ostgrenze
Gelb: Heutige Grenzziehung

Erst 1903 standen die Grenzen der Provinz endgültig fest. 1825 hatten Großbritannien und Russland in einem Abkommen den Grenzverlauf zwischen ihren Besitzungen festgelegt, doch war der Wortlaut sehr ungenau gehalten. Als Alaska 1867 von den USA gekauft wurde und British Columbia 1871 Kanada beitrat, verlangte Kanada eine Vermessung des Alaska Panhandle, was die USA jedoch aus Kostengründen ablehnten. 1903 handelten US-Außenminister John Hay und der britische Botschafter Michael H. Herbert einen Kompromiss aus. Seither verläuft die Grenze ungefähr in der Mitte der jeweiligen gegenseitigen Gebietsansprüche.
Die Ausbeutung der natürlichen Ressourcen erforderte große Arbeitskraft, was unter den damaligen Bedingungen einer großen Anzahl an Immigranten gleichkam, denn das Arbeitsreservoir der Indianer und der frühen Siedler war viel zu gering. Die Zuwanderer kamen jedoch nicht nur aus Europa, sondern vermehrt auch aus China, Britisch-Indien und Japan, was häufig zu rassistischen Übergriffen führte. Auf politischer Ebene wurde die Einwanderung nichteuropäischer Menschen immer mehr eingeschränkt. Der Erlass des Chinese Immigration Act 1923 machte die Einwanderung von Chinesen praktisch unmöglich (ausgenommen waren lediglich Händler und Investoren).
Im Jahre 1914 wurde mit der Grand Trunk Pacific Railway eine zweite transkontinentale Eisenbahnlinie vollendet. Sie führte durch den Norden der Provinz vom Yellowhead Pass über Prince George nach Prince Rupert. Diese Strecke ermöglichte die wirtschaftliche Erschließung der zuvor dünn besiedelten Region.

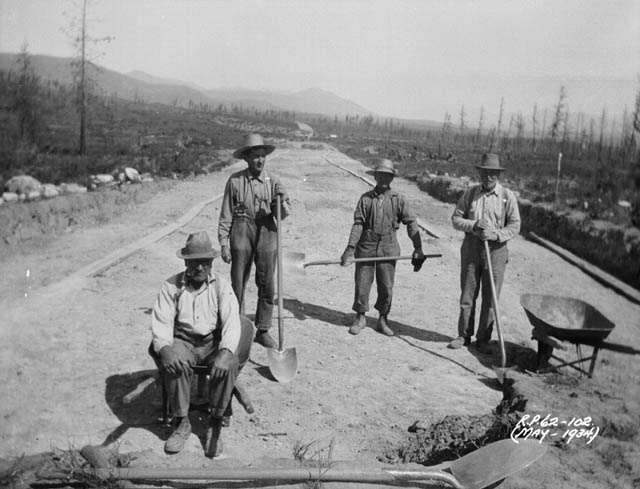
1933 versuchte man – nur gegen Kost und Logis – Männer im Straßenbau zu beschäftigen, wie hier bei Kimberly-Wasa. Das führte 1934 zu Protesten.

Im Jahre 1917 trat die Alkoholprohibition in Kraft, die jedoch bereits 1921 wieder aufgehoben wurde, da sie wegen des Schwarzmarkthandels und der um sich greifenden Korruption nicht durchgesetzt werden konnte. Da die Produktion und der Verkauf von Alkohol in den angrenzenden USA weiterhin verboten blieben, entwickelte sich in British Columbia eine blühende Alkoholindustrie, die ihre Produkte durch Schmuggel über die Grenze brachte. Die Weltwirtschaftskrise stürzte die Wirtschaft der Provinz ab 1929 in eine tiefe Rezession.

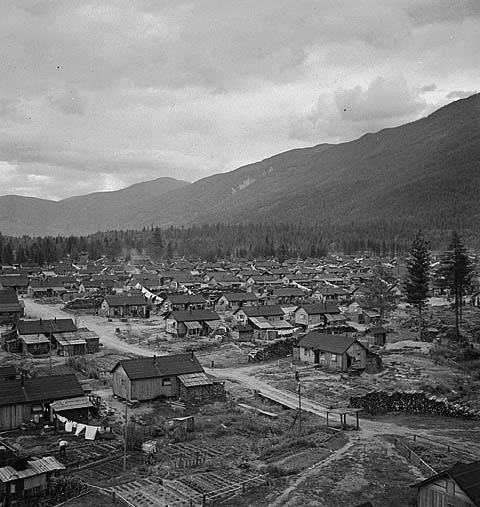
Internierungslager für Japaner, Juni 1945

Mit dem Ausbruch des Zweiten Weltkrieges kam es zu einem starken Wachstum der Rüstungsindustrie. Dies führte, zusammen mit erhöhtem Rohstoffbedarf, zu einem raschen Wirtschaftsaufschwung. Im Jahr 1942, wenige Monate nach dem Angriff auf Pearl Harbor, betrachtete die kanadische Regierung die japanischstämmigen Kanadier als Bedrohung der nationalen Sicherheit, ähnlich wie im Ersten Weltkrieg die Deutschen. Sie wurden enteignet, zusammengetrieben und danach in Lagern im Landesinneren interniert. Erst 1988 entschuldigte sich die kanadische Regierung offiziell und leistete Entschädigungszahlungen. In der Nachkriegszeit vollzog sich ein Wandel in der Provinzpolitik. Die bisher dominierenden Liberalen und Konservativen erlitten bei den Wahlen 1952 eine schwere Niederlage und sanken in die Bedeutungslosigkeit ab. Unter Premierminister W. A. C. Bennett stieg die British Columbia Social Credit Party zur stärksten Partei auf. Während Bennetts zwanzigjähriger Regierungszeit erlebte British Columbia einen noch nie da gewesenen Wirtschaftsaufschwung. Abgesehen von einer kurzen Regierungszeit der British Columbia New Democratic Party (NDP) von 1972 bis 1975 blieb die Social Credit Party bis 1992 an der Macht. Aufgrund zahlreicher politischer Skandale während der Regierungszeit von Bill Vander Zalm fiel die Social Credit Party jedoch völlig in sich zusammen. Ihre Wählerbasis wandte sich fast geschlossen der wiedererstarkten British Columbia Liberal Party zu, die seit 2001, nach einer ebenso skandalumwitterten und von wirtschaftlicher Flaute geprägten zehnjährigen Regierungszeit der NDP, die Regierung stellt. Die liberale Regierung strebte eine Privatisierung des Kronlandes an und initiierte zu diesem Zweck den so genannten Working Forest Plan, der die wirtschaftliche Nutzung aller auf diesem Land befindlichen Waldgebiete vorsieht. Er scheiterte jedoch 2004 vorläufig am Widerstand zahlreicher Bewohner.

## Bevölkerung
| 1851 | 055.000 | 1941 | 0.817.861 |
| 1861 | 051.525 | 1951 | 1.165.210 |
| 1871 | 036.247 | 1961 | 1.629.062 |
| 1881 | 049.459 | 1971 | 2.184.620 |
| 1891 | 098.173 | 1981 | 2.744.467 |
| 1901 | 178.657 | 1991 | 3.282.061 |
| 1911 | 392.480 | 2001 | 3.907.731 |
| 1921 | 524.582 | 2011 | 4.400.057 |
| 1931 | 694.263 | 2021 | 5.000.879 |

Bei der Volkszählung 2021 wurden 5.000.879 Einwohner ermittelt, was einer Zunahme von 7,6 % gegenüber 2016 entspricht. Somit liegt British Columbia deutlich über dem landesweiten Durchschnitt mit einer Zunahme von 5,2 %. Der Anteil British Columbias an der Gesamtbevölkerung Kanadas beträgt 13,52 %.
Bei der Volkszählung 2016 wurden 4.648.055 Einwohner ermittelt, was einer Zunahme von 5,6 % gegenüber 2011 entspricht. Somit liegt British Columbia etwas über dem landesweiten Durchschnitt mit einer Zunahme von 5,0 %. Der Anteil British Columbias an der Gesamtbevölkerung Kanadas beträgt 13,22 %.
24,3 % der Bevölkerung bezeichneten sich bei der Volkszählung 2001 als „Kanadier“. 29,3 % mit englischer, 19,4 % schottischer, 14,5 % irischer, 12,9 % deutscher, 9,7 % chinesischer, 8,6 % französischer und 4,8 % indischer Abstammung (Mehrfachantworten möglich). Etwa 175.000 Menschen oder 4,5 % sind indigener Herkunft (First Nations), weitere 45.000 (1,2 %) bezeichnen sich als Métis.
Wichtigste Sprache ist Englisch, das von 71,5 % der Bevölkerung als Muttersprache gesprochen wird. 8,5 % sprechen chinesische Sprachen, 4,5 % Panjabi, 2,2 % Deutsch und 1,4 % Französisch. 31,4 % der Bevölkerung sind protestantisch, 17,2 % römisch-katholisch, 0,9 % christlich-orthodox und 5,2 % nicht näher definierte Christen. 3,5 % bekennen sich zum Sikhismus, 2,2 % zum Buddhismus, 1,5 % zum Islam und 2,0 % zu sonstigen Religionen. 35,9 % machten keine Angaben.
Die Provinz ist dünn besiedelt; die Bevölkerung konzentriert sich auf die Ballungsräume im Tal des Fraser River um Vancouver und um Victoria auf Vancouver Island. British Columbia ist stark multikulturell geprägt. In einigen Städten im Lower Mainland stellen Chinesen die größte Bevölkerungsgruppe.

## Staatswesen

### Politik und Verwaltung

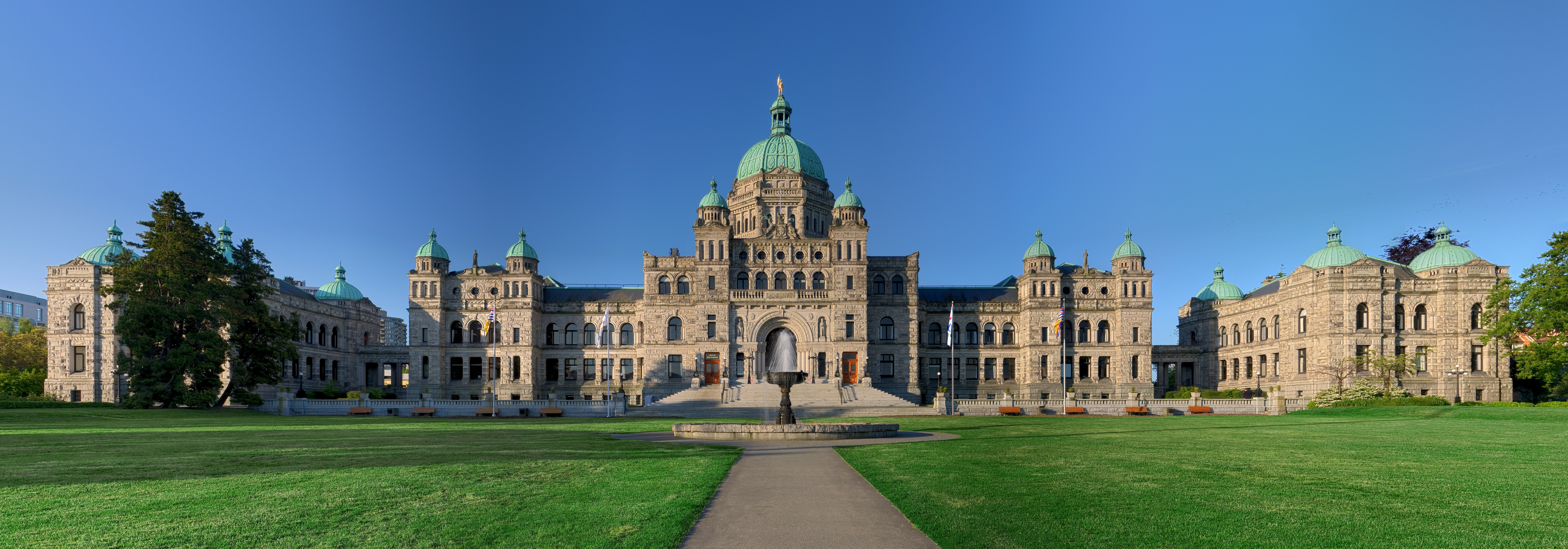
1898 wurde das Parlamentsgebäude als Sitz der Gesetzgebenden Versammlung fertiggestellt. Es ist 152 m breit und eine Bronzestatue von George Vancouver erhebt sich auf dem Gebäude.

Das politische System von British Columbia basiert auf dem Westminster-System, mit einem Einkammernparlament, der Legislativversammlung. Diese besteht aus 87 Mitgliedern, die in ebenso vielen Wahlkreisen nach dem Mehrheitswahlsystem gewählt werden. Nach einem Gesetz von 2001 finden die Parlamentswahlen alle vier Jahre am zweiten Dienstag im Mai statt. Zuvor konnte der Vizegouverneur auf Anraten des Premierministers innerhalb eines bestimmten Zeitrahmens das Parlament vorzeitig auflösen und Neuwahlen ansetzen, der britischen Parlamentstradition entsprechend. 2005 stimmten in einem Referendum 57,7 % der Wähler für eine Änderung des Wahlsystems vom Mehrheitswahlrecht zur übertragbaren Einzelstimmgebung. Die formale Anforderung einer Zustimmung von 60 % wurde damit allerdings verfehlt. Ein erneutes Referendum im Mai 2009 scheiterte mit nur noch knapp 39 % Zustimmung.
Die letzte Parlamentswahl („42nd Provincial General Election“) fand am 24. Oktober 2020 statt. Die British Columbia Liberal Party (LP) verlor dabei in Vergleich zur letzten Wahl 2017 erneut und kam auf 28 Sitze, im 87 Sitze umfassenden Parlament. Sie ist damit nicht mehr die Partei mit den meisten Sitzen. Die sozialdemokratische British Columbia New Democratic Party (NDP) gewann erneut Sitze hinzu und kam nun auf 57 Sitze. Die Green Party of British Columbia verlor leicht und kam auf 2 Sitze. Amtierender Premierminister bleibt John Horgan (NDP), der jedoch 2022 aus gesundheitlichen Gründen zurücktrat und durch David Eby abgelöst wurde. Die früher bedeutende British Columbia Social Credit Party, die die Provinz während vier Jahrzehnten regiert hatte, ist heute bedeutungslos.
Seit der Wahl zum Kanadischen Unterhaus 2025 stehen British Columbia 43 Sitze im Unterhaus zu. Die meisten Repräsentanten (20) der Provinz vertreten die Konservative Partei, jedoch vertreten fast genau soviele Repräsentanten (19) die Liberale Partei. In British Columbia, im Wahlkreis Saanich–Gulf Islands, konnte die Grüne Partei ihren einzigen Unterhaussitz bei dieser Wahl erringen. Die anderen Sitze gingen an die Neue Demokratische Partei. Gemäß der kanadischen Verfassung stehen der Provinz sechs Sitze im Senat zu. Wie die übrigen Provinzen Westkanadas ist British Columbia im Senat stark untervertreten.
Die verfassungsmäßigen und zeremoniellen Aufgaben des Monarchen werden zurzeit durch die amtierende Vizegouverneurin Janet Austin wahrgenommen.

### Ministerien und staatliche Organisationen in BC
Die staatliche Verwaltung erfolgt in BC durch die verschiedenen Ministerien und die ihnen zugeordneten Agenturen. Weiterhin erfolgt ein staatliches Handeln durch die verschiedenen Crown Corporations („Kronkörperschaften“, ein öffentliches Unternehmen).
Ministerien:
(Die Übersetzungen in den Klammern sind keine offiziellen Übersetzungen!)
- Aboriginal Relations and Reconciliation (Ministerium für Aborine Beziehungen und Versöhnung)
- Advanced Education (Ministerium für Weiterbildung)
- Agriculture (Ministerium für Landwirtschaft)
- Children and Family Development (Ministerium für Kinder und Familie)
- Community, Sport and Cultural Development (Ministerium für Gemeinwesen, Sport und Kulturelle Entwicklung)
- Education (Ministerium für Bildung)
- Energy and Mines (Ministerium für Energie und Bergbau)
- Environment (Ministerium für Umwelt)
- Finance (Ministerium für Finanzen)
- Forests, Lands and Natural Resource Operations (Ministerium für Wald-, Land- und Naturressourcenbewirtschaftung)
- Health (Ministerium für Gesundheit)
- Jobs, Tourism and Innovation (responsible for Multiculturalism) (Ministerium für Arbeit, Tourismus und Innovation)
- Justice (Ministerium für Justiz)
- Labour, Citizens' Services and Open Government (Ministerium für Bürgerservice und Öffentlichkeit)
- Social Development (Ministerium für soziale Entwicklung)
- Transportation and Infrastructure (Ministerium für Transport und Infrastruktur)

Agenturen:
- BC Public Service Agency
- Board Resourcing and Development Office
- Crown Agencies Resource Office
- Francophone Affairs Program / Programme des affaires francophones
- Government Communications and Public Engagement
- Intergovernmental Relations Secretariat
- Office of the Premier
- Public Sector Employers' Council Secretariat

Crown Corporations:
- BC Assessment
- BC Housing
- BC Hydro and Power Authority
- BC Rail
- BC Transit
- British Columbia Lottery Corporation
- Community Living BC
- Industry Training Authority
- Insurance Corporation of British Columbia (ICBC)
- Legal Services Society

### Regionaldistrikte
British Columbia ist in 29 Regionaldistrikte (regional districts) unterteilt. Vergleichbar mit einigen Countys in den Vereinigten Staaten übernehmen die Regionaldistrikte Verwaltungsaufgaben in gemeindefreien Gebieten. In diesen überwiegend ländlichen Regionen sind die Regionaldistrikte unter anderem für Raumplanung, Gebäudeuntersuchung und Brandschutz zuständig, auf ihrem gesamten Gebiet (also inklusive Gemeinden) auch für Abfallentsorgung und Katastrophenschutz. Regionaldistrikte werden von einem Rat geleitet, der sich aus direkt und indirekt gewählten Mitgliedern zusammensetzt. Gemeinde- und Stadträte ernennen ihre Vertreter im Regionalrat, während die Einwohner gemeindefreier Gebiete ihre Vertreter direkt wählen.

### Offizielle Symbole
Wie die meisten Länder der Welt hat auch British Columbia seine offiziellen Symbole. Im Gegensatz zu Deutschland, wo zu den Symbolen die Flagge und die Hymne zählen, gehören bei den meisten nordamerikanischen Bundesstaaten mehr Symbole dazu. Für British Columbia sind die Symbole:
|              | Symbol                                                | Abbildung                  | Aufnahme als Symbol | Anmerkung |
| ------------ | ----------------------------------------------------- | -------------------------- | ------------------- | --- |
| Wappen       | Wappen von British Columbia                           | Wappen                     | 15. Oktober 1987    | |
| Flagge       | Flagge von British Columbia                           | wehende Flagge             | 14. Juni 1960       | Als Wappenbanner stellt die Flagge die Figuren aus dem Schild des Provinzwappens dar.                                                                               |
| Motto        | Splendor sine occasu (Splendour without diminishment) |                            | 15. Oktober 1987    | deutsch: Pracht ohne Einschränkung |
| Blume        | Pacific dogwood Cornus nuttalli                       | Nuttalls Blüten-Hartriegel | 1956                | |
| Säugetier    | Geisterbär Ursus americanus kermodei                  | Geisterbär                 | April 2006          | Der Geisterbär ist besser als Kermodebär bekannt. |
| Vogel        | Steller's Jay Cyanocitta stelleri                     | Diademhäher                | Dezember 1982       | Der Steller's Jay (Diademhäher) wurde von der Bevölkerung zum Provinzvogel gewählt.                                                                                 |
| Baum         | Western Redcedar Thuja plicata donn                   | Riesen-Lebensbaum          | Februar 1988        | Die Western Redcedar (Riesen-Lebensbaum) wurde auf Grund seiner besonderen ökonomischen Bedeutung zum Baum der Provinz gewählt.                                     |
| Schmuckstein | Jade                                                  | Jade                       | 1968                | Die Jade ist der Schmuckstein der Provinz, da diese in zahlreichen Minen in British Columbia abgebaut wurde.                                                        |
| Tartan       | Blau, Weiß, Grün, Rot und Gold                        |                            | 1974                | Die Farben sollen das Blau des Ozeans, das Weiß der Provinzblume, das Grün des Waldes, das Rot des Ahornlaubes sowie das Gold aus Schild und Flagge repräsentieren. |

## Wirtschaft
Das Bruttoinlandsprodukt (BIP) belief sich 2002 auf 135,6 Milliarden kanadische Dollar (CAD). Das entsprach rund 11,7 % des kanadischen BIPs. Obwohl der Anteil der rohstoffverarbeitenden Industrie sich langsam vermindert, bildet sie doch noch immer einen Schwerpunkt der Export-Wirtschaft. So trug allein die Holzwirtschaft 10,8 Milliarden CAD bei, ihr folgten die Papierindustrie (4,8 Milliarden), Lebensmittel (4,3), Metallwaren (1,6), Maschinenbau (1,6), Mineralien ohne Metalle (1,4), Transportausrüstung (1,3) und Chemieindustrie (1,1).
2003 standen 2,04 Millionen Beschäftigte in Lohn und Brot, 163.600 waren als arbeitslos registriert. Dies entsprach einer Arbeitslosenquote von 7,4 %. Dabei gilt ein Mindestlohn von acht CAD.
Der Arbeitsmarkt spiegelt bereits seit Jahren den Wirtschaftswandel wider. So waren allein 332.900 Menschen im Handel tätig, 212.600 im Bereich Gesundheit und soziale Dienstleistungen, 202.000 in der Produktion, 170.600 im Bereich Lebensmittelverarbeitung und Hotel- und Gaststättengewerbe, 149.400 im Bereich der Dienstleistungen in den Bereichen Wissenschaft und Technik, 143.100 in der Bildung, 132.800 in Finanzen, Versicherung, Immobilien und Leasing, 121.700 im Hausbau, 114.600 bei Transport und Lagerung, 105.600 im Bereich von Information, Kultur und Erholung, 99.700 gehörten der öffentlichen Verwaltung an, dazu kamen 98.100 in weiteren Servicebereichen. Im Bereich Management, Verwaltung und andere Support-Dienste waren 85.000 tätig. Dann erst kamen Waldwirtschaft, Fischerei, Bergbau, Öl und Gas, die zusammen nur 44.600 Menschen beschäftigten, womit sie vor der Landwirtschaft (32.700) und der Energieversorgung rangierten (13.500).
Die Landwirtschaft beruhte auf rund 20.000 Farmen, die allerdings nur 26.000 km² Land bearbeiteten. Dabei liegen Garten- und Heilpflanzen bereits vor der Nahrungsmittelproduktion. Landwirtschaft lohnt vor allem in der Mainland-Southwest Region, im Süden von Vancouver Island und in der Thompson-Okanagan-Region. Letztere bilden ein wichtiges Wein- und Gartenbaugebiet. 85 % des Getreides wachsen hingegen in der Region um den Peace River. Doch ist das Einkommen auf dem Land ausgesprochen niedrig (10.954 CAD vor Steuern, 2000). Erfolgreichere Produkte sind Pilze (15.000 t/a) – die Provinz ist hierin der größte Produzent im Westen Amerikas – und Amerikanischer Ginseng, dessen größtes Anbaugebiet weltweit sich hier befindet (590 ha). Der am schnellsten wachsende Agrarsektor ist der biologische Anbau, dem sich bereits 2001 320 Farmen ausschließlich widmeten.
2004 zählte die Provinz 740.000 Rinder, 170.000 Schweine und 61.000 Schafe. Hier stiegen die Erlöse allein von 2002 bis 2004 um sechs Prozent auf 1,19 Milliarden CAD. Die Milchproduktion lag bei 510 Millionen Liter.
Fast genauso umfangreich ist die Fischindustrie, die fast eine Milliarde CAD einbringt. Über 500 Fischfarmen, überwiegend auf Vancouver Island, züchten vor allem Lachs, werden aber auch für schwere Einbrüche in den Wildfischpopulationen verantwortlich gemacht. Man rechnet mit etwa 300.000 privaten Anglern, von denen rund 16.000 kommerziell fischen und ca. 6000 Boote besitzen.
453.000 km² Landfläche sind heute noch von Wald bedeckt. Die Provinz exportiert rund 35 % des weltweit ausgeführten Nadelholzes. Dennoch stößt die Industrie mit ihrer rücksichtslosen Kahlschlagtechnik auf zunehmende Kritik. Dazu kommt, dass immer mehr Rohholz exportiert wird, was die holzverarbeitenden Betriebe in der Provinz bedroht. Damit aber sinkt der Rückhalt in der Bevölkerung weiter. Zudem schadet die Abholzung der letzten Urwälder dem Tourismus und ruft den Widerstand der First Nations hervor.
Die Energieversorgung liegt fast ausschließlich in den Händen von BC Hydro, einem staatlichen Unternehmen, das nach eigenen Angaben 95 % der Haushalte versorgt und überwiegend auf Wasserkraft setzt. In den letzten Jahren kamen allerdings Wind- und Sonnenenergie, aber auch Erdwärme hinzu.
Insgesamt weist die Provinz eine negative Handelsbilanz aus. So wurden im Jahr 2002 Waren im Wert von 59,3 Milliarden CAD aus- und im Wert von 67,1 Milliarden CAD eingeführt. Von den Ausfuhren blieben allerdings 19,5 Milliarden in Kanada, bzw. 29,3 Milliarden kamen aus den übrigen Provinzen Kanadas. Das größte kommerzielle Zentrum ist mit Abstand Vancouver, über das rund 50 % des Ex- und Imports abgewickelt werden. Dabei weist die Provinz die höchste Steuerrate in ganz Kanada auf (fast 50 %).
Mit der angesiedelten Filmindustrie im Großraum Vancouver hat sich British Columbia zum drittgrößten Film-Produktionsstandort in Nordamerika (nach Los Angeles und New York) entwickelt. Alleine in Vancouver befinden sich drei größere Filmstudios, in denen kanadische und US-amerikanische Kino- und Fernsehfilme, TV-Serien, TV-Shows und Dokumentationen produziert werden. Aufgrund der Vielzahl der Filmproduktionen entwickelte sich der Begriff des Hollywood North erst auf Vancouver, durch weitere Filmstudios in anderen Provinzen, darunter in Ontario, dann auf ganz Kanada bezogen.

## Umwelt
Die Umweltpolitik British Columbias unterliegt, da die Provinz sehr stark von den Weltmarktpreisen für Rohstoffe abhängt, starken zyklischen Schwankungen. Zudem ist die Natur zum bedeutendsten Faktor für den Tourismus geworden. Doch liegen touristische, Naturschutz-, Erholungs- und wissenschaftliche Interessen mit den Verwertungsinteressen der Rohstoffindustrie und gelegentlich den Interessen der Ureinwohner im Streit.

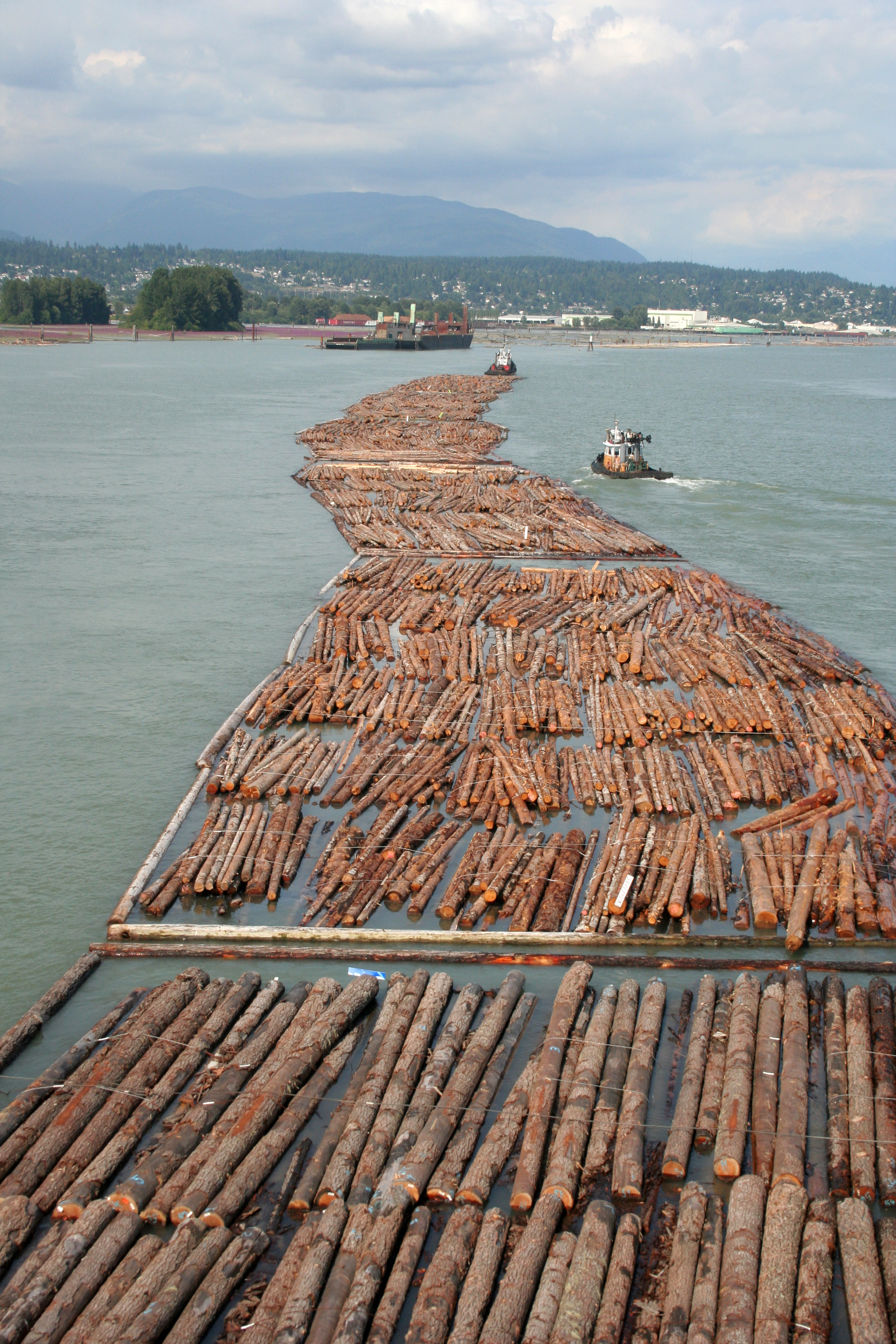
Holzflößerei bei Vancouver

Urwälder (old growth) gibt es in British Columbia nach knapp einem Jahrhundert des Raubbaus nur noch wenige. Sie wären ohne den Widerstand von Umweltschutzorganisationen wie des Western Canada Wilderness Committee oder der Friends of Clayoquot Sound sowie der Indianer gänzlich verschwunden. Die Unternehmen der Holzindustrie sind so eng mit den politischen Eliten der Provinz verbunden, dass erst internationaler Druck und häufig Zwang der Bundesregierung und der Gerichtshöfe die Bestände in einigen Fällen retten konnten (vgl. Clayoquot Sound). Rohholzexporte haben zugleich seit 2001 60 verarbeitende Betriebe und 20.000 Arbeitsplätze vernichtet.
In British Columbia existieren 14 verschiedene Arten von Parks und Schutzgebieten. Sieben der 43 Nationalparks in Kanada liegen in British Columbia. Diese sind der Gulf-Islands-Nationalpark und der Gwaii-Haanas-Nationalpark sowie der Pacific-Rim-Nationalpark an der Westküste, hinzu kommen der Kootenay-Nationalpark, der Mount-Revelstoke-Nationalpark, der Yoho-Nationalpark und der Glacier-Nationalpark in den Rocky Mountains. Daneben unterhält die Provinzregierung fast 1000 Provincial Parks und andere Schutzgebiete. Somit stehen fast 15 % der Fläche der Provinz (ca. 114.000 km²) zu einem gewissen Grad unter Schutz.
Die Nutzung der Wasserkraft zur Stromerzeugung ist weit entwickelt und dient in großem Umfang der Stromversorgung der Großstädte entlang der Pazifikküste bis nach Mexiko. Die Stauseen behindern die für das regionale Ökosystem grundlegenden Fischwanderungen. Die Flüsse Fraser, Nass und Skeena wurden zum Schutz der Lachse partiell der Natur überlassen. Lachszuchten gefährden allerdings die Bestände durch Verdrängung und durch Krankheiten.

## Verkehr

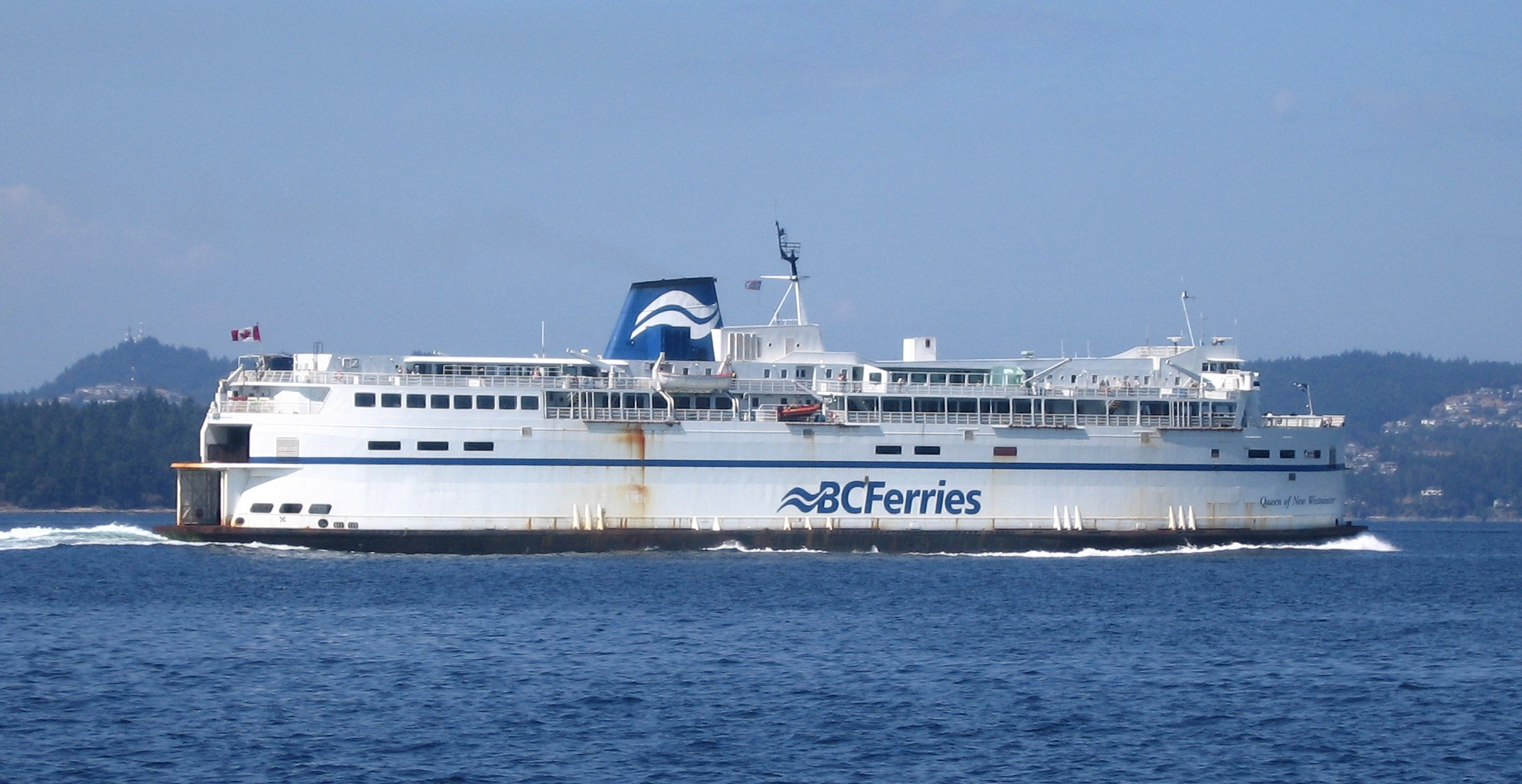
Fähre von BC Ferries vor der Küste von Vancouver Island

Gewässer waren bis ins 19. Jahrhundert die bedeutendsten Verkehrswege, neben denen Handelspfade existierten. Nur über den Canyon des Peace River und weniger anderer Flüsse bestand eine Verbindung ostwärts über die Rocky Mountains. So war die Provinz hauptsächlich über Kap Hoorn mit Europa und Kanadas Osten verbunden, über die USA oder über die asiatischen Routen. Dampfer bedienten die wichtigeren Binnenstrecken, wobei Kanalbauten hier nur eine geringe Rolle spielten. Der öffentliche Schiffsverkehr wurde 1960 mit der Gründung von BC Ferries für die rund 25 Strecken zwischen Vancouver Island und dem Lower Mainland verstaatlicht und löste damit Routen der Canadian Pacific Railway ab. BC Ferries arbeitet dabei eng mit den Washington State Ferries auf den Strecken nach Sidney und Anacortes sowie mit Black Ball Transport nach Port Angeles zusammen. Zahlreiche weitere Fährdienste werden von der Provinz unterhalten. Die wichtigsten Hochseehäfen neben dem Hafen Vancouver sind die von Prince Rupert und Victoria.

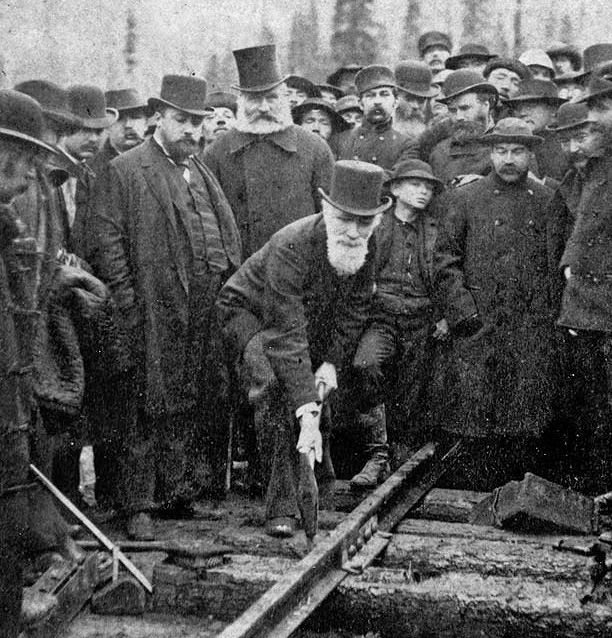
Fertigstellung der ersten transkontinentalen Eisenbahn bei Craigellachie (1885)

Mit der Fertigstellung der Canadian Pacific Railway 1885 wurde die Eisenbahn bis in die 1950er Jahre zum wichtigsten Verkehrsmittel der Provinz. Als weitere Strecken kamen die Grand Trunk Pacific und die Pacific Great Eastern (später British Columbia Railway, 2004 von der Canadian National Railway übernommen) hinzu, die Fort St James, Fort Nelson und Tumbler Ridge mit North Vancouver verband. Auch auf Vancouver Island entstand eine Eisenbahn, die Esquimalt and Nanaimo Railway. Auf den Eisenbahnstrecken dominiert heute der Güterverkehr zu den Pazifikhäfen in Vancouver und Prince Rupert. Das Angebot an Personenzugverbindungen ist begrenzt. Dreimal pro Woche verkehrt der VIA-Rail-Personenzug „The Canadian“ von Vancouver über Edmonton nach Toronto. Ebenfalls dreimal pro Woche verkehrt der VIA-Rail-Personenzug „Skeena“ zwischen Prince Rupert und Jasper (AB). Auf Vancouver Island gibt es eine tägliche Verbindung mit dem „Malahat“ zwischen Victoria und Courtenay, und im Lower Mainland die Personenzugverbindung West Coast Express nach Vancouver. Der US-amerikanische Personenzug Amtrak Cascades verbindet Vancouver täglich mit Seattle und Portland sowie Eugene. Nur während der Sommermonate verkehren Touristenzüge (Schienenkreuzfahrten) auf drei verschiedenen Linien von Vancouver und Whistler nach Jasper und Banff/Calgary. Der Großraum Vancouver wird durch den fahrerlosen SkyTrain erschlossen.
British Columbia ist heute mit der Nachbarprovinz Alberta und dem Rest des Landes über den Trans-Canada Highway (Hwy. #1), den Crowsnest Pass Highway (Hwy. #3), den Yellowhead Highway (Hwy. #16), sowie den British Columbia Highway (Hwy. #2) verbunden. Außerdem besteht ein Straßennetz zur Anbindung an die Vereinigten Staaten. Die Nordverbindung nach Yukon bewerkstelligt der 2081 km lange British Columbia Highway #97. Siehe auch Liste der Highways in British Columbia.
Der massive Ausbau von Fernstraßen begann erst während der Weltwirtschaftskrise – 1932 wurde der Crowsnest-Passweg eröffnet – und nach dem Zweiten Weltkrieg.

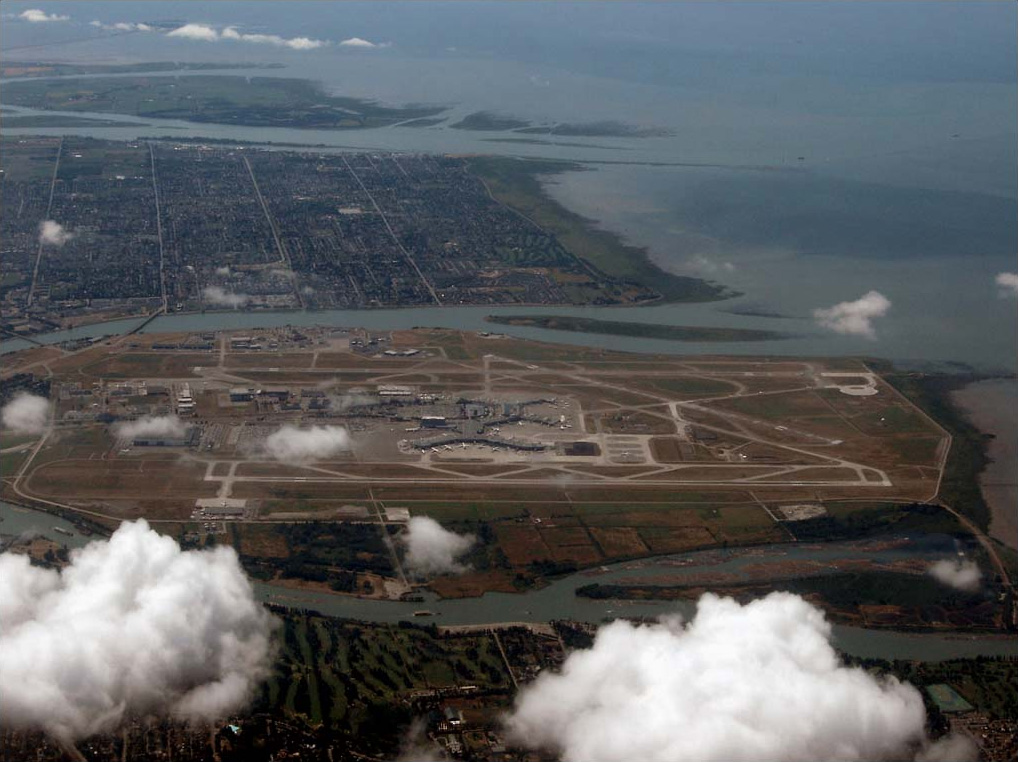
Vancouver international Airport

Die öffentlichen Straßenverkehrsmittel bestehen überwiegend aus Diesel getriebenen Bussen, wobei Vancouver auch über Oberleitungsbusse verfügt. In Victoria kommen Hybridfahrzeuge und Doppeldecker nach britischem Vorbild hinzu. Bis 1978 wurde der Nahverkehr von BC Hydro bewerkstelligt, heute ein reines Energieunternehmen. Die Provinz gründete BC Transit, wobei 1998 für den Großraum Vancouver eine eigene Organisation entstand, TransLink, die heute South Coast British Columbia Transportation Authority heißt (Metro Vancouver).
Die Provinz verfügt über mehr als 200 Flugplätze. Der Vancouver International Airport ist mit 17,9 Millionen Passagieren jährlich (2008) der zweitwichtigste Flughafen Kanadas. Daneben bestehen internationale Flughäfen in Victoria (Victoria International Airport).

## Bildung und Bildungsforschung
Im Jahre 2002 verteilten sich 677.000 Schüler auf 59 Schuldistrikte, dazu kamen 27 Colleges und Universitäten. Von den 53.000 Studenten besuchten allein 25.000 die Simon Fraser University in Burnaby. Dazu kam das British Columbia Institute of Technology bei Vancouver, die University of Victoria, die Royal Roads University (ebenfalls in Victoria) mit 2300 Studenten, die University of Northern British Columbia in Prince George (2000) und die University of British Columbia in Okanagan, die im Herbst 2005 ihren Betrieb aufnahm.
Im Jahre 1956 entstand an der University of British Columbia der British Columbia Educational Research Council, dem 1967 das Educational Research Institute of British Columbia folgte. Dieses Institut sollte die Forschung vorantreiben und koordinieren, was dem aus Lehrer- und Hochschulverbänden bestehenden Gremium nur unzureichend gelungen war. Das Institut, dem alle drei Universitäten der Provinz angehörten, musste angesichts der Haushaltspolitik der Regierung allerdings am 31. März 1986 geschlossen werden. Die Arbeitsergebnisse befinden sich in den British Columbia Archives.
Die First Nations haben im Bereich der Bildungsförderung das First Nations Education Steering Committee gegründet, das 2009 eine bessere Ausstattung der Schulen, auch der privaten, erreichen konnte. Die First Nations Schools Association hat sich nicht nur zum Ziel gesetzt, spezifische Kulturtraditionen schulisch zu verankern, sondern die gesamte Lernumgebung an die Bedürfnisse der First-Nations-Schüler anzupassen.

## Zeitungen, Radio, Fernsehen
Die erste Zeitung auf dem Gebiet Kanadas erschien zwar bereits 1752, doch waren die frühen Blätter stark von Zuwendungen der Regierung und von Anzeigenerträgen abhängig, kaum von Käufern und Abonnenten. Die meisten hingen von Parteien ab, meist als Organe bestimmter politischer Führer, heute gehören sie überwiegend zu großen Konglomeraten der Medienindustrie.
Im Jahre 1858 entstand der British Colonist (später Daily Colonist) in Victoria. Ihr Gründer war Amor De Cosmos, der zweite Premier von British Columbia. Aus ihm ging der Times-Colonist hervor, 1869 war John Robson der Redakteur, der zweite Premier der Provinz. Am Konkurrenzblatt Victoria Daily Times (ab 1884) hatten die Liberalen wiederum Anteile. 1892 bis 1906 übernahm James Dunsmuir, der reichste Mann der Provinz, den Times-Colonist. Bis 1950 blieb die Zeitung in Victoria, wurde jedoch nun nach Calgary verkauft. Mit dem Kauf durch Thomson Newspapers 1980 entstand der Times Colonist aus der Fusion von Daily Times und Colonist. Seit 2000 gehört das Blatt zu CanWest Global Communications.
Die Tageszeitung mit der größten Auflage ist inzwischen das Boulevard-Blatt The Province mit Sitz in Vancouver. Die Zeitung gehört ebenfalls der CanWest Global Communications in Winnipeg. Die Abonnementzeitung mit der höchsten Auflage ist die Vancouver Sun, die auch CanWest gehört. Hinzu kommen an die 50 Regional- und werbefinanzierte Tageszeitungen.
Ähnliche Konzentrations- und Beherrschungstrends herrschen im Bereich von Radio und besonders Fernsehen vor. 1928 bestanden in Kanada 60 Radiostationen, in Vancouver allein sechs. Schon 1922 war hier die heutige CFUN auf Sendung gegangen, die älteste Radiostation im Westen Kanadas, wenig später eine Radiostation der Canadian National Railway Company. 1936 begann die öffentliche, landesweite Canadian Broadcasting Corporation (CBC) ihren Sendebetrieb. 2008 bestanden allein 30 größere Radiostationen in British Columbia, davon ein Drittel in Vancouver. Hinzu kommen zeitweise sendende private Stationen, so dass mit rund 500 Sendern gerechnet wird. Dabei ist die US-amerikanische Konkurrenz stark vertreten, die im Süden auch terrestrisch zu empfangen ist.
Seit 1952 gibt es Fernsehen in Kanada, wobei die CBC der bedeutendste Sender ist. 1961 entstand ein zweites Netzwerk, CTV, 1968 Kabelfernsehen. 2008 bestanden in British Columbia 26 Fernsehstationen, von denen drei landesweit ausstrahlten, zwölf sendeten über Satellit und waren meist Ableger anderer Fernsehsender. Neun Stationen gehörten zum CBC-Netz, sechs zu Global Television Network in Vancouver, das in Besitz von Canwest ist, vier zu E!, das ebenfalls in Besitz von CanWest ist, und zwei zu CTV Television Network, das im Besitz der größten Fernsehanstalt Kanadas, der CTVglobemedia, ist. Im Internet ist eine Reihe von Websites entstanden, wie die bclocalnews.com, die sich auf Nachrichten spezialisiert haben.

## Sport

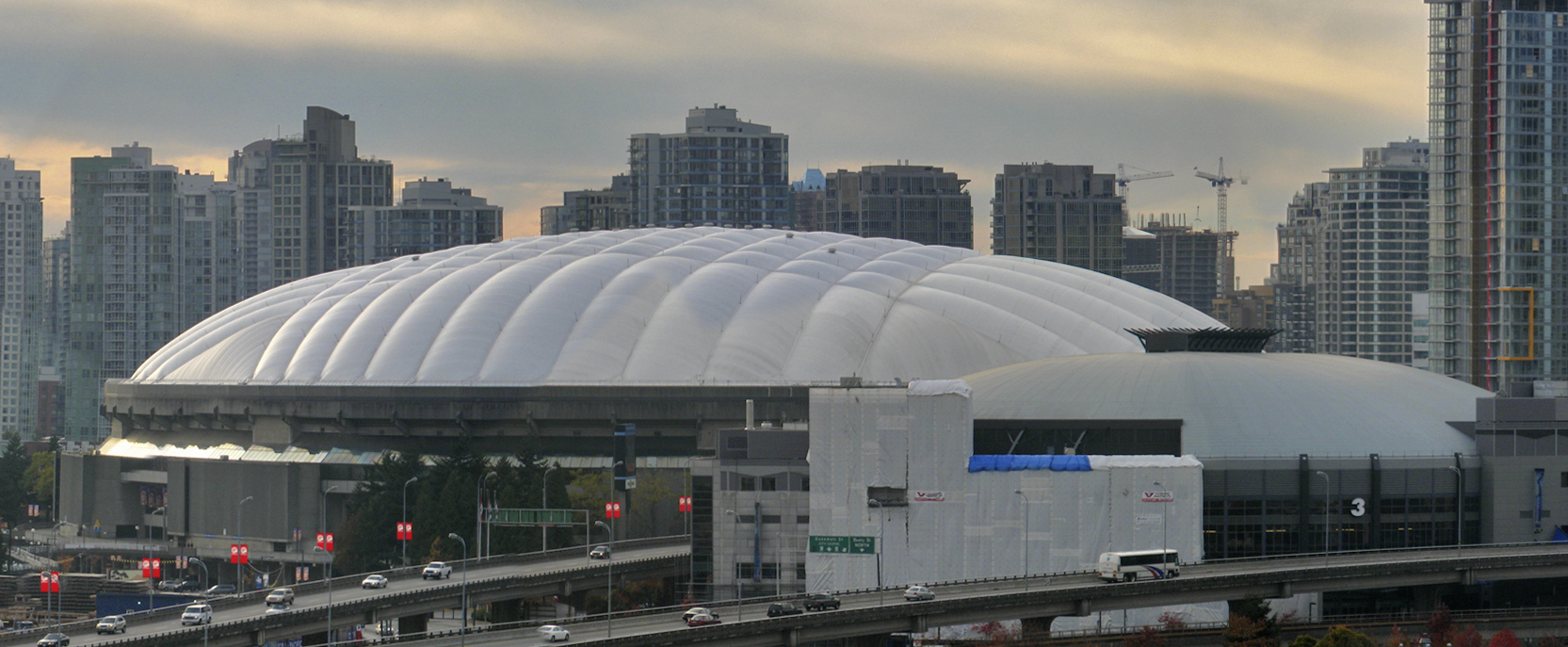
BC Place Stadium, größtes Stadion der Provinz

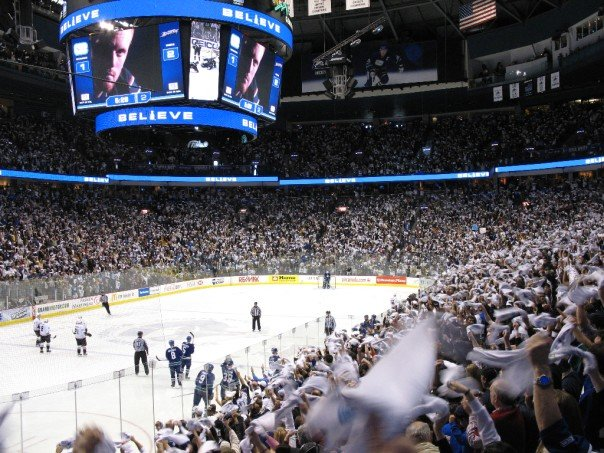
Heimspiel der Vancouver Canucks in der NHL

Die beiden kanadischen Nationalsportarten Eishockey und Lacrosse werden auch in British Columbia betrieben. Die Vancouver Canucks spielen seit 1970 als eines von sieben kanadischen Teams in der nordamerikanischen National Hockey League (NHL) und konnten bisher dreimal die Finalspiele um den Stanley Cup erreichen, zuletzt 2011. Ihre Heimspielstätte ist die 18.630 Zuschauer fassende Rogers Arena. In der höchsten kanadischen Junioreneishockeyliga, der WHL, spielen 6 Mannschaften aus British Columbia (Kamloops Blazers, Kelowna Rockets, Prince George Cougars, Vancouver Giants, Victoria Royals, Kootenay Ice). In der zweiten kanadischen Nationalsportart, Lacrosse, gehören die New Westminster Salmonbellies und die Victoria Shamrocks aus der Provinzhauptstadt zu den erfolgreichen Vereinen. Beide Mannschaften gewannen mehrmals den Mann Cup, die kanadische Meisterschaft.
Canadian Football wird etwa durch die BC Lions in der Canadian Football League ausgeübt. Ihr Heimstadion ist das 59.841 Zuschauer fassende BC Place Stadium, die größte Sportstätte der Provinz. In dieser Arena tragen nach Renovierungsarbeiten seit 2011 die Vancouver Whitecaps ihre Heimspiele in der Fußballliga Major League Soccer (MLS) aus.
Victoria war Austragungsort der Commonwealth Games 1994, Vancouver 1954. Die Stadt war auch Austragungsort der Olympischen Winterspiele 2010. Die Wintersaison in den Sportorten um Vancouver dauert von Dezember bis April. Einer der bedeutendsten ist das weiter östlich gelegene Whistler. Für den Segelsport ist das jährlich stattfindende Swiftsure International Yacht Race von größter Bedeutung, das, ähnlich wie die Rennen der First Nations, gleichfalls Zielorte in Washington ansteuert.
Dem Breitensport bieten sich auch außerhalb der Städte Gelegenheiten. Vor allem im Südwesten existieren zahlreiche Wanderwege und auch viele Mountainbike-Routen sowie der größte Bikepark der Welt in Whistler, wo jährlich die Crankworx Worldtour, das größte Mountainbikefestival der Welt, ausgerichtet wird. Kanusport und in geringerem Umfang Rafting werden in der gesamten Provinz ausgeübt. Dabei haben die First Nations, allen voran die Küsten-Salish, ihre Kanufahrten in traditionellen Wasserfahrzeugen wieder aufgenommen und veranstalten groß angelegte Wettkämpfe, bei denen sich Hunderte von Kanus von der gesamten pazifischen Nordwestküste versammeln.